# Maastricht
Maastricht (uitspraak: /masˈtrɪχt/ⓘ; Limburgs: Mestreech /məsˈtʁeːç/; Waals: Måstraik of Li Trai) is een stad en gemeente in het zuiden van Nederland. Het is de hoofdstad van de provincie Limburg en telt 125.285 inwoners (22 november 2024, bron: CBS). Het is hiermee de grootste gemeente van de provincie Limburg.
Maastricht is ontstaan bij een doorwaadbare plaats in de rivier de Maas, waaraan het zijn naam te danken heeft (Maastricht = Mosa Trajectum = doortocht door de Maas). Maastricht is al tweeduizend jaar lang ononderbroken bewoond. De stad heeft een lange en veelbewogen geschiedenis, waarvan de talrijke historische gebouwen en kunstschatten in kerken en musea getuigen. Internationaal kreeg de stad grote naamsbekendheid door het Verdrag van Maastricht (1992), dat de Europese Unie in haar huidige vorm creëerde en de weg vrijmaakte voor de invoering van de euro als Europese munt.
De stad wordt in de rest van Nederland vaak gezien als "buitenlands", vooral door de perifere ligging vlak bij België en Duitsland, maar ook door het atypische landschap, de Maaslandse huizenbouw, de afwijkende geschiedenis, de ingewikkelde taalsituatie, de invloed van het katholicisme (vroeger meer dan nu), de sterke nadruk op gemeenschapsleven en folklore, en de vermeende Bourgondische leefwijze. De patroonheilige van Maastricht is Sint-Servaas.

## Geografie
Maastricht ligt in het zuiden van Nederland. De stad ligt aan de voet van de Sint-Pietersberg, tussen het Plateau van Margraten, het Plateau van Caestert en Haspengouw, op de plaats waar de rivier de Jeker in de Maas uitmondt. Het centrum van de stad ligt op een hoogte van ca. 50 meter boven NAP. De buitenwijken liggen iets hoger. Het laagst gelegen deel van de gemeente is de rivier de Maas bij Itteren; het hoogste punt is de Sint-Pietersberg (109 m). D'n Observant is met ruim 170 meter weliswaar hoger, maar betreft een kunstmatige heuvel.

### Geologie

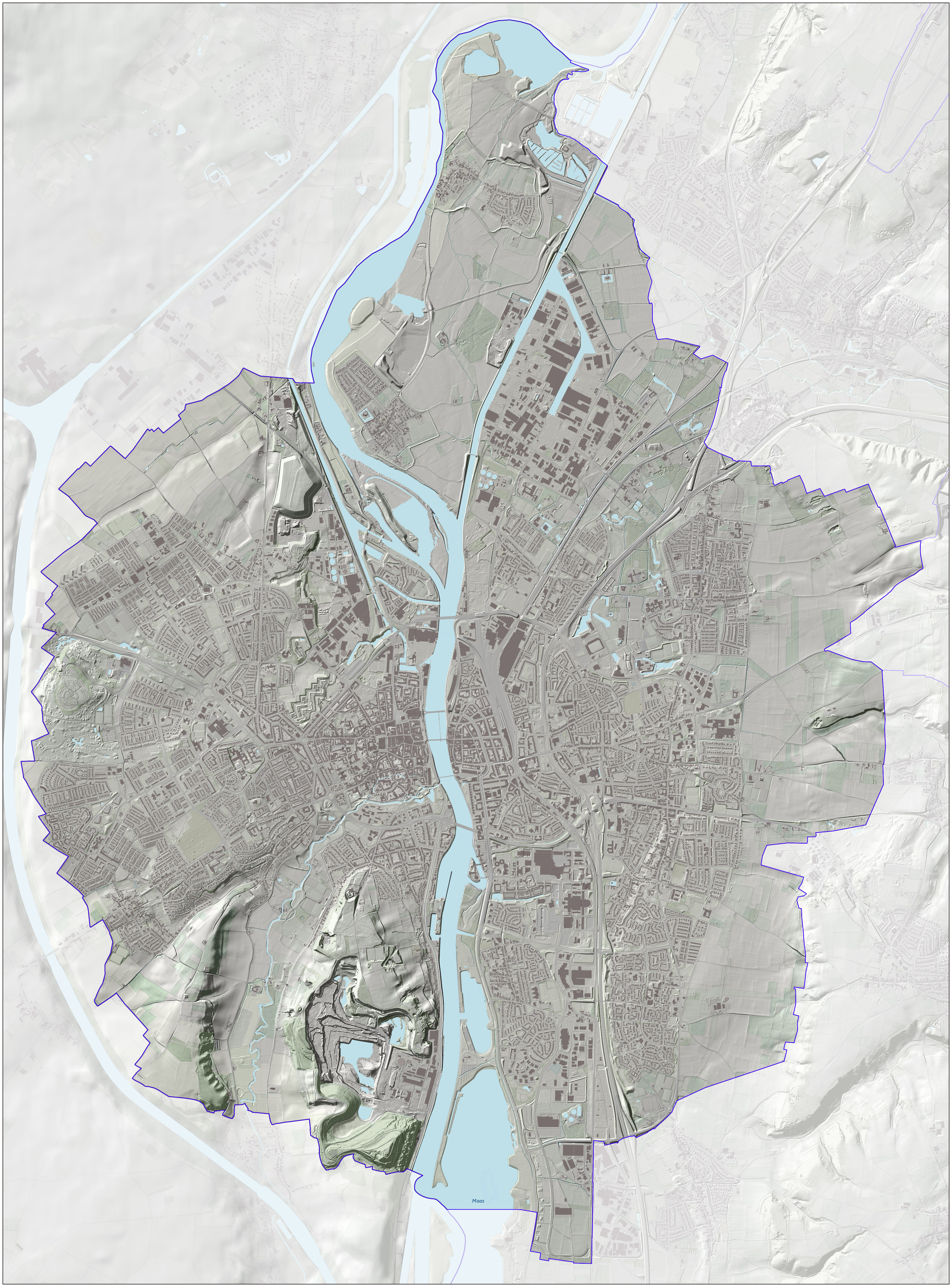
Reliëfbeeld gemeente Maastricht

De Maas heeft door erosie een breed dal uitgeslepen, waarin gedurende het hele Kwartair rivierklei is afgezet. In het gebied Belvédère waren in de twintigste eeuw enkele steenfabrieken gevestigd die deze rivierklei als grondstof gebruikten voor bakstenen, dakpannen en gresbuizen. Een van deze fabrieken is nog actief. In de hoger gelegen delen van de stad bestaat de deklaag uit löss, een fijnkorrelige grondsoort die geschikt is voor akkerbouw. De beschutte zuidoosthelling van de Cannerberg in het Jekerdal is, mede door zijn ondergrond, geschikt voor wijnbouw.
Maastricht ligt in een gebied waar het Krijt op sommige plaatsen aan de oppervlakte komt, bijvoorbeeld in de omgeving van de Duivelsgrot. Op de Sint-Pietersberg en de Cannerberg maakt men al eeuwen dankbaar gebruik van de aanwezigheid van het makkelijk winbare krijtgesteente, vaak lokaal aangeduid als mergel. Het in ondergrondse mergelgroeven gewonnen materiaal werd gebruikt als bouwmateriaal en als meststof in de landbouw. Als gevolg van deze vorm van ondergrondse mijnbouw ontstonden honderden kilometers lange gangenstelsels, waarvan er enkele te bezichtigen zijn (Grotten Noord, Zonneberg, Jezuïetenberg). Vanaf begin twintigste eeuw vond de mergelwinning plaats in dagbouw ten behoeve van de cementindustrie. De 200 hectare grote ENCI-groeve is het resultaat van deze grootschalige afgravingen. Het Natuurhistorisch Museum Maastricht bezit een collectie fossielen afkomstig van de Sint-Pietersberg, waaronder Mosasauriërs, reuzenschildpadden en andere fossielen uit de Krijtzee.

### Klimaat
Omdat Maastricht voor Nederlandse begrippen diep landinwaarts ligt, ondergaat de stad minder de invloed van zee dan de meer westwaarts en noordwaarts gelegen delen van Nederland. Dit brengt met zich mee dat het weer er iets meer kenmerken van een landklimaat heeft dan in dichter bij de kust gelegen gebieden. De winters zijn er vaak iets kouder en sneeuwrijker, de zomers zijn gemiddeld wat warmer. De gemeten verschillen zijn echter klein: gemiddeld ligt de maximumtemperatuur in juli en augustus niet meer dan een halve graad boven die van De Bilt. Maastricht is een van de plaatsen waar de hoogste temperaturen van Nederland worden gemeten. Op 25 juli 2019 werd in deze stad de tot dan toe hoogste maximumtemperatuur geregistreerd sinds het begin der waarnemingen rond 1900, namelijk 39,6 °C.
| Maand                       | jan  | feb  | mrt | apr  | mei  | jun  | jul  | aug  | sep  | okt  | nov | dec | Jaar |
| --------------------------- | ---- | ---- | --- | ---- | ---- | ---- | ---- | ---- | ---- | ---- | --- | --- | ---- |
| Gemiddeld maximum (°C)      | 5,0  | 5,9  | 9,7 | 13,0 | 17,8 | 20,3 | 22,5 | 22,7 | 18,8 | 14,2 | 8,7 | 6,1 | 13,8 |
| Gemiddelde temperatuur (°C) | 2,6  | 2,9  | 5,9 | 8,4  | 13,0 | 15,6 | 17,7 | 17,6 | 14,3 | 10,3 | 5,9 | 3,8 | 9,9  |
| Gemiddeld minimum (°C)      | −0,1 | −0,2 | 2,2 | 4,0  | 8,0  | 10,9 | 13,0 | 12,8 | 10,1 | 6,6  | 3,0 | 1,2 | 6    |
| Bron: KNMI                  |      |      |     |      |      |      |      |      |      |      |     |     |      |

### Topografie

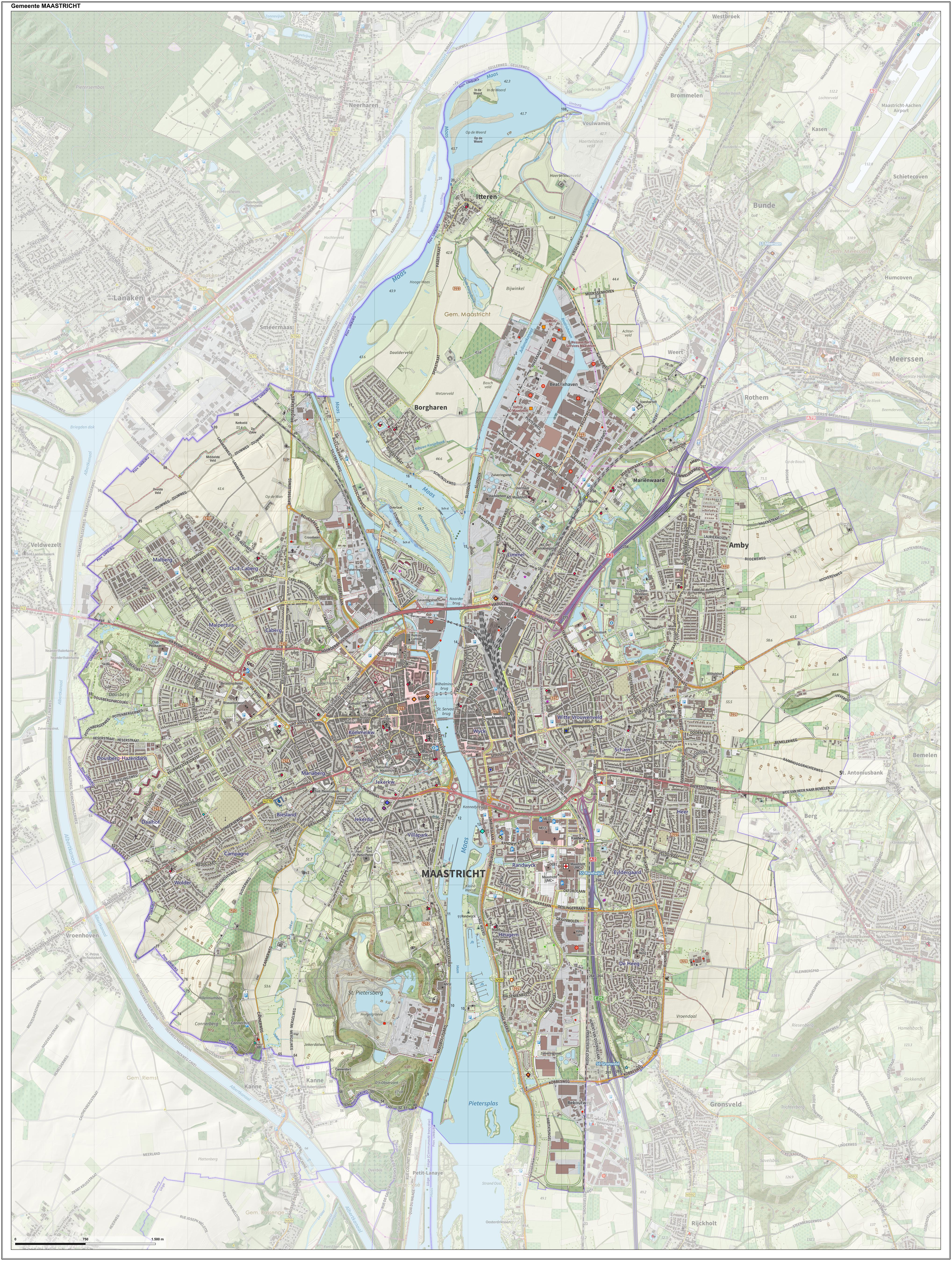
Topografische gemeentekaart, 2017

Maastricht is vanouds gelegen op beide oevers van de rivier de Maas. De oevers zijn al 2000 jaar met elkaar verbonden door een brug. Weinig Nederlandse steden kennen een vergelijkbare ontstaansgeschiedenis. Het deel van de historische stad op de oostelijke Maasoever heet Wyck (uitspraak: Wiek). Het andere stadsdeel wordt simpelweg Maastricht genoemd. Na de scheiding van Nederland en België werd pas in 1843 definitief overeenstemming bereikt om een gebied van 2,3 km (1.200 vadem; 1 kanonschot ver) rond Maastricht bij Nederland te voegen. Maastricht en Sint Pieter waren steeds in Nederlandse handen gebleven en vormden tot 1839 een enclave in het door de Belgen bezette Limburg. Zo komt het dat het op de linkeroever gelegen deel van Maastricht Nederlands bleef, terwijl zowel ten zuiden als ten noorden van de stad de linker Maasoever (Grensmaas) bij België hoort.
De stad werd vroeger omgeven door een krans van agrarische dorpen met akkers, weilanden en boomgaarden: Limmel, Amby, Heer, Scharn, Heugem, Oud-Caberg, Wolder en Sint Pieter. Sinds de annexaties van 1920 en 1970 behoren deze dorpen tot de gemeente Maastricht en zijn ze langzamerhand verstedelijkt. Sint Pieter neemt hierbij een aparte plaats in door zijn geïsoleerde ligging tussen Maas en Sint-Pietersberg en de beschermde status van de omgeving. De dorpen Borgharen en Itteren liggen gevoelsmatig vrij ver van de stad en hebben eveneens hun landelijke karakter weten te behouden.
| Aangrenzende gemeenten    | Aangrenzende gemeenten | Aangrenzende gemeenten | Aangrenzende gemeenten | Aangrenzende gemeenten |
| ------------------------- | ---------------------- | ---------------------- | ---------------------- | ---------------------- |
| Lanaken (B)               |                        |                        |                        | Meerssen               |
|                           |                        |                        |                        |                        |
|                           | Valkenburg aan de Geul |                        |                        |                        |
|                           |                        |                        |                        |                        |
| Riemst (B) Wezet/Visé (B) |                        |                        |                        | Eijsden-Margraten      |

### Wijkindeling
De gemeente Maastricht (CBS-code:0935) bestaat volgens de indeling van het Centraal Bureau voor de Statistiek uit zeven wijken, die zijn onderverdeeld in 44 buurten:

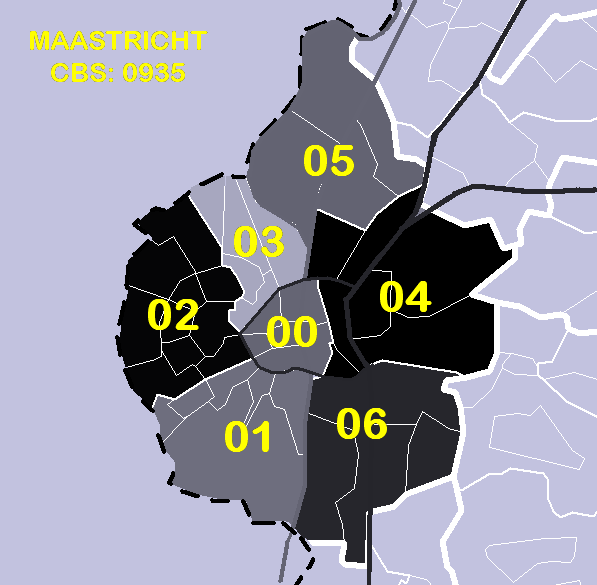
Wijkindeling volgens CBS

- Maastricht-Centrum (CBS-wijkcode: 093500): Binnenstad, Jekerkwartier, Kommelkwartier, Statenkwartier, Boschstraatkwartier, Wyck-Céramique, Sint Maartenspoort;
- Maastricht-Zuidwest (CBS-wijkcode: 093501): Villapark, Jekerdal, Biesland, Campagne, Wolder, Sint Pieter;
- Maastricht-West (CBS-wijkcode: 093502): Brusselsepoort, Mariaberg, Belfort, Pottenberg, Malpertuis, Caberg, Oud-Caberg, Malberg, Dousberg-Hazendans, Daalhof;
- Maastricht-Noordwest (CBS-wijkcode: 093503): Boschpoort, Bosscherveld, Frontenkwartier, Belvédère, Lanakerveld;
- Maastricht-Noordoost (CBS-wijkcode: 093505): Beatrixhaven, Meerssenhoven, Borgharen, Itteren;
- Maastricht-Oost (CBS-wijkcode: 093504): Heugemerveld, Wyckerpoort, Wittevrouwenveld, Nazareth, Limmel, Amby, Scharn;
- Maastricht-Zuidoost (CBS-wijkcode: 093506): Heugem, Randwyck, Heer, De Heeg, Vroendaal.

De buurten Amby, Borgharen, Heer, Itteren, Sint-Pieter en Wolder (als hoofdkern van de gemeente Oud-Vroenhoven) zijn geannexeerde dorpen en waren vroeger zelfstandige gemeenten. Sommige dorpen maakten deel uit van andere gemeenten: Limmel (voorheen gemeente Meerssen), Scharn (voorheen gemeente Heer) en Heugem (voorheen gemeente Gronsveld).

## Geschiedenis
Maastricht behoort tot de steden die zich "oudste stad van Nederland" noemen. Aan de hand van resultaten van archeologische opgravingen kan met zekerheid gezegd worden dat de stad twintig eeuwen continu bewoond is geweest. Grofweg kan de geschiedenis van Maastricht worden ingedeeld in vier tijdperken met vier verschillende gezichten: Romeinse vesting, Middeleeuws religieus centrum, garnizoenstad en vroege industriestad.

### Etymologie
De herkomst van de naam Maastricht is waarschijnlijk terug te leiden tot het Latijnse Mosa Trajectum, "doortocht" of "doorwaadbare plaats in de Maas", een naam die eerst uit de middeleeuwen bekend is. De aanduiding Traiectum, -tricht, -trecht of -drecht werd ook voor andere plaatsen gebruikt (zoals Utrecht); vandaar de toevoeging van de naam van de rivier. In 1051 werd voor het eerst de naam Masetrieth genoteerd, wat uiteindelijk Maastricht werd (tot begin negentiende eeuw geschreven als Maestricht).

### Prehistorie en Romeinse tijd
Lang voor het ontstaan van de stad Maastricht was er al menselijke bewoning in het gebied. Bij opgravingen in de kleigroeve Belvédère werden sporen gevonden van menselijke bewoning uit de Oude Steentijd (circa 250.000 jaar geleden), de oudste archeologische vondsten in Nederland.
Rond het jaar 10 v. Chr. legden de Romeinen de belangrijke heirbaan Keulen-Tongeren aan (later Via Belgica genoemd) die bij Maastricht de Maas kruiste. Bij de Romeinse brug ontstond een nederzetting, waarvan het centrum nabij de huidige Stokstraat lag. Rond 270 na Chr. werd Romeins Maastricht verwoest door invallende Germaanse stammen. Ter bescherming van de brug werd in het jaar 333 na Chr. of kort daarna op de linkeroever het Romeins castellum gebouwd. Langs de uitvalswegen buiten de nederzetting begroeven de Romeinen hun doden. Op een van die begraafplaatsen, het huidige Vrijthof, werd volgens de traditie in het jaar 384 de van oorsprong Armeense missionaris en bisschop van Tongeren Servatius begraven.

### Middeleeuwen (500-1500)
Maastricht wordt in schriftelijke bronnen uit de vroege middeleeuwen regelmatig genoemd. Het beeld dat daaruit naar voren komt, is dat van een voor die tijd redelijk grote, redelijk welvarende stad, die dankzij de aanwezigheid van een bisschopszetel en wellicht een koninklijke palts een zeker machtscentrum binnen het Merovingische en Karolingische rijk vormde. Ondanks het bestaan van een lijst van 21 heilige bisschoppen van Maastricht is er geen zekerheid over de eerste bisschoppen. Wel is duidelijk dat de christelijke godsdienst hier al vroeg geworteld was. In de loop van de achtste eeuw verloor Maastricht de bisschopszetel aan Luik.
Al in de Merovingische tijd was er in Maastricht een tol gevestigd en werden er munten geslagen. In 881 werd de stad door Vikingen geplunderd. In de negende eeuw was Maastricht, na de diverse delingen van het rijk van Karel de Grote, ingedeeld bij het middenrijk van Neder-Lotharingen. Aan het einde van de tiende eeuw leek Maastricht even hoofdstad van dat rijk te worden. De laatste hertog van Neder-Lotharingen overleed echter in gevangenschap en werd rond het jaar 1000 in de Sint-Servaaskerk herbegraven.
De elfde en twaalfde eeuw waren met name voor het kapittel van Sint-Servaas een tijd van grote voorspoed. Rond het jaar 1000 begonnen beide Maastrichtse kapittels – dat van Sint-Servaas en dat van Onze-Lieve-Vrouw – aan een grootscheepse bouwcampagne, waarbij men elkaar kopieerde en trachtte te overtreffen. Deze bouwactiviteit leidde tot een ongekende culturele bloeiperiode in Maastricht en omgeving. De Maaslandse edelsmeedkunst bereikte een hoog niveau en Maastrichtse schilders en beeldhouwers ('metsen') waren actief in grote delen van het Heilige Roomse Rijk. Hendrik van Veldeke schreef een nieuwe vita van Sint-Servaas, een der oudste werken in de Nederlandse literatuur.
In 1204 werd Maastricht door de keizer in leen gegeven aan de hertog van Brabant. Vanaf dat moment had Maastricht twee heren, de (prins-)bisschop van Luik en de hertog van Brabant, het begin van de tweeherigheid van Maastricht. Rond 1400 kwam Brabant, en dus ook een deel van Maastricht, in bezit van de hertog van Bourgondië en later diens opvolgers. Karel de Stoute, keizer Karel V en Filips II van Spanje verbleven meermaals in de stad en logeerden dan in het Brabants Gouvernement.
Maastricht heeft nooit stadsrechten in de zin van een stadsbrief gehad; deze ontwikkelden zich geleidelijk door de eeuwen heen. Wel kreeg de stad in 1229 van hertog Hendrik I van Brabant toestemming om de bestaande aarden wal rond de stad te vervangen door een stenen stadsmuur, de eerste middeleeuwse stadsmuur. In 1281 begon de bouw van een nieuwe brug, iets ten noorden van de oude, die enkele jaren eerder was ingestort. In 1284 werd het gezamenlijk beheer vastgelegd in een constitutioneel verdrag, de Alde Caerte genoemd. Na een aantal interpretatiedisputen werd dit in 1356 nog aangevuld met de Doghter Caerte. Deze situatie bleef voortbestaan tot aan de Franse Revolutie. In de veertiende eeuw werd een tweede muur gebouwd, de tweede middeleeuwse stadsmuur, waarmee de oppervlakte van de ommuurde stad verviervoudigde. Voor de laat-middeleeuwse economie waren vooral de leerlooierij en de lakenfabricage van betekenis. Maastricht was gedurende de hele middeleeuwen een belangrijk religieus centrum en een pelgrimsoord. Vanaf de dertiende eeuw vestigden zich vele kloosters in de stad.

### Vroegmoderne en Franse tijd (1500-1814)
Maastricht behoorde in de zestiende eeuw met zijn vijftien- tot twintigduizend inwoners tot de grotere steden in de Nederlanden. De stad maakte rond 1500 een bescheiden bloeiperiode mee, ook op cultureel gebied. De godsdienstonvrijheid drukte echter zwaar. In 1535 belandden 15 ketterse anabaptisten op de brandstapel op het Vrijthof. Bij de beeldenstorm van 1566 sneuvelden ook in Maastricht beelden en meubilair in kerken en kapellen. In deze jaren kwam de aanvankelijke bloeiperiode tot stilstand en nam de armoede hand over hand toe. Bij de Spaanse Furie van 1576 kwamen naar schatting 1250-1500 burgers om het leven.
In 1579 heroverde Alexander Farnese, de latere hertog van Parma, Maastricht (Beleg van Maastricht, 1579), waarna de contrareformatie begon. In 1632 veroverde Frederik Hendrik de stad (Beleg van Maastricht, 1632) en kwam Maastricht in handen van de protestantse Republiek der Zeven Verenigde Nederlanden. Deze nam in het stadsbestuur de plek in van de Brabantse hertog en respecteerde het condominium met Luik. De vredesvoorwaarden gaven gereformeerden en katholieken dezelfde rechten, dus beide kregen godsdienstvrijheid.
Van 1673-78 (Beleg van Maastricht, 1673) en in 1748-49 (Beleg van Maastricht, 1748) stond Maastricht onder Frans bestuur. Tijdens de kortdurende Franse bezettingen werden de protestantse Maastrichtenaren hun gelijke rechten tijdelijk ontnomen.
In de zeventiende en achttiende eeuw was Maastricht een ingeslapen provinciestad. Het garnizoen zorgde voor enig vertier, maar verder werd het leven in de stad gekenmerkt door een conservatieve levenshouding. In de tweede helft van de achttiende eeuw was er sprake van een lichte culturele opleving.
Na een mislukte poging in 1793, veroverde de Franse bevelhebber Kléber op 4 november 1794 de vesting Maastricht (Beleg van Maastricht, 1794). De stad werd na het afsluiten van het Haags Verdrag van 16 mei 1795 ingelijfd bij de Franse Republiek, waarmee voorgoed een einde kwam aan de eeuwenoude tweeherigheid. Maastricht werd de hoofdstad van het departement Nedermaas. De erfenis van de Franse Tijd is, over het geheel bezien, geen positieve. Kerken, kapittels en kloosters waren opgeheven, waardevolle inventarissen verkocht of vernield, bibliotheken, archieven en schatkamers geplunderd, en eeuwenoude instellingen die zich bezighielden met de zorg voor zieken, armen en ouden van dagen afgeschaft.

### Moderne tijd (1814-1945)
Op 1 augustus 1814 werd Maastricht hoofdstad van de nieuwe provincie Limburg in het Verenigd Koninkrijk der Nederlanden. Tijdens de Belgische opstand van 1830 bleef Maastricht, door de vasthoudendheid van garnizoenscommandant Dibbets, onder Nederlands bestuur.
In 1834 begon de jonge ondernemer Petrus Laurentius Regout aan de Boschstraat met de productie op industriële schaal van glas en kristal, twee jaar later gevolgd door de fabricage van aardewerk. De fabrieken van Regout ontwikkelden zich zeer voorspoedig en mede daardoor werd Maastricht in de negentiende eeuw een vooraanstaande industriestad. Door de slechte sociale omstandigheden was de kindersterfte hoog en de gemiddelde leeftijd laag. Maastricht was in die tijd een ongezonde, smerige stad met een groot aantal verpauperde inwoners. Het socialisme vond er al vroeg een zekere aanhang, maar nooit op de schaal van de Waalse industriebekkens.
Pas geruime tijd na de opheffing van de vestingstatus in 1867 werden de eerste woonwijken buiten de middeleeuwse stadsmuur aangelegd. Op 1 januari 1920 werden enkele omliggende gemeenten geannexeerd, waardoor de oppervlakte van de gemeente toenam van 415 ha tot 3500 ha.
In 1826 werd de Zuid-Willemsvaart, inclusief de binnenhaven Bassin, geopend voor scheepvaartverkeer. Tussen 1845 en 1850 werd het Kanaal Luik-Maastricht gegraven (vanaf 1847 op Nederlands gebied). De eerste spoorlijn in Maastricht (Aken - Maastricht) werd in 1853 opengesteld. Pas in 1865 werd Maastricht verbonden met het Nederlandse spoorwegnet. Het station van Maastricht werd gebouwd op terreinen die tot dan toe tot de gemeente Meerssen hadden behoord.
Maastricht was in de negentiende eeuw een sterk verfranste stad. De stedelijke elite sprak, naast het Maastrichts, Frans, en beheerste nauwelijks het Nederlands. Het onderwijs en verenigingsleven waren tot ver in de twintigste eeuw sterk verzuild en grotendeels in handen van katholieke instellingen.
Op de ochtend van 10 mei 1940 blies het Maastrichtse garnizoen de bruggen over de Maas op in een poging de opmars van de Duitsers te vertragen. Na de capitulatie begon de Duitse bezetting, die in Maastricht vier jaren, vier maanden en vier dagen zou duren, tot 14 september 1944. Omdat men in 1943 vreesde dat de stad in de frontlinie zou komen te liggen werd het Sint-Pietersbergplan ontwikkeld, waarbij er een evacuatiecentrum in de Sint-Pietersberg werd ingericht. Geallieerde luchtbombardementen eisten niet alleen veel doden, maar leidden door het wegvallen van een groot areaal aan woningen decennialang tot woningnood. Het grootste verlies leden de Maastrichtse Joden: van de 515 leden van de Joodse gemeente in 1940 bleven er in 1945 nog slechts 145 over.

### Recente geschiedenis (1945-nu)
Na de Tweede Wereldoorlog nam de bevolking explosief toe, wat leidde tot de bouw van eenvormige nieuwbouwwijken, aanvankelijk vooral ten westen van de Maas. Op 1 juli 1970 vond opnieuw een gemeentelijke annexatie plaats, waardoor het inwonertal steeg naar 112.500. Vanaf de jaren 1960 vond een geleidelijke ontkerkelijking en ontzuiling van de Maastrichtse samenleving plaats, waardoor de Rooms-Katholieke Kerk veel invloed verloor.
Geleidelijk aan verschoof het zwaartepunt in de stedelijke economie van industriële werkgelegenheid naar dienstverlening. In 1974 ging de Rijksuniversiteit Limburg (sinds 1996 Universiteit Maastricht) van start. De komst van de universiteit leidde tot meer pluriformiteit in de Maastrichtse bevolkingssamenstelling en een toenemende internationalisering. In 1981 en 1991 vonden er topconferenties van de Europese Raad plaats. Vooral aan die laatste bijeenkomst, en het daaruit voortvloeiende Verdrag van Maastricht, dankt de stad een grote internationale naamsbekendheid.

## Bevolking

### Demografie en stadsontwikkeling
Tijdens de middeleeuwen was Maastricht een van de grotere steden in de Nederlanden, maar na 1500 daalde het aantal inwoners en in de eeuwen daarna zakte de stad af tot de status van een middelgrote stad. Ook in de negentiende eeuw bleef de bevolkingsgroei achter, niet alleen in vergelijking met nabije industriesteden als Luik en Aken, maar ook in vergelijking met niet-geïndustrialiseerde Nederlandse steden. Omdat Maastricht tot 1867 vestingstad was, waren er tot die tijd geen uitbreidingsmogelijkheden buiten de stadsmuren. De vroege industriële ontwikkeling van de stad vond geheel intra muros plaats. De woonomstandigheden van de meeste arbeidersgezinnen waren deplorabel. Omdat pas in 1920 de eerste grote annexatie plaatsvond, vond daarna pas op grote schaal woningbouw plaats buiten de middeleeuwse stad.
Tabel: Ontwikkeling van het inwonertal van Maastricht
Na de Tweede Wereldoorlog heerste er, zoals ook elders in Nederland, woningnood en werden in hoog tempo nieuwbouwwijken gebouwd, aanvankelijk vooral in het westelijk deel van de stad, na de annexatie van 1970 ook op de oostelijke Maasoever. Aan de noordzijde van de stad lagen industrieterreinen (Bassinomgeving, Bosscherveld, Beatrixhaven). Het zuidwestelijk stadsdeel (Sint-Pietersberg, Jekerdal) bleef grotendeels behouden als natuur- en recreatiegebied. In het zuidoosten van de stad verrees vanaf eind jaren 1970 de kantorenwijk Randwyck. De Heeg was omstreeks 1980 de laatste grote uitbreidingswijk in klassieke zin. Daarna werd gekozen voor stadsuitbreiding op beperkte schaal (Dousberg-Hazendans, Vroendaal), herbestemming van verouderde industriegebieden (Céramique, Sphinxkwartier) en revitalisatie en verdichting van bestaande woonwijken ('inbreiding').
In 2019 woonde ongeveer 85% van de Maastrichtenaren in een buitenwijk. Van de 18.635 centrumbewoners woonde circa 63% op de westelijke Maasoever (waar historisch gezien altijd het zwaartepunt van de nederzetting lag). Over de gehele gemeente bezien, woonde anno 2019 iets meer dan de helft van de inwoners op de oostelijke Maasoever (61.100; tegen 60.445 op de westelijke oever). Deze verschuiving van west naar oost is het gevolg van de beperkte ruimte in het westelijk stadsdeel (2.438 hectare; circa 40% van de totale oppervlakte van de gemeente). Bovendien is dit stadsdeel ingesloten door de landsgrens met België, waardoor de uitbreidingsmogelijkheden zeer beperkt zijn.
Sinds de jaren 1970 is de bevolking van Zuid-Limburg nauwelijks gegroeid en na 2003 was er een duidelijke krimp. De oorzaken waren een laag geboortecijfer, een hoog sterftecijfer en soms ook een negatief migratiesaldo. Ook in Maastricht was in de periode 1970-1980 en 2000-2010 sprake van bevolkingsdaling. Per saldo is het inwonertal sinds 2000 min of meer gelijk gebleven. De negatieve natuurlijke bevolkingsaanwas wordt enigszins gecompenseerd door de toename van het aantal studenten aan de Universiteit Maastricht (UM). De universiteit en andere opleidingen zorgen er tevens voor dat de Maastrichtse bevolking jonger is dan die van andere Zuid-Limburgse gemeenten. Door het grote aantal buitenlandse studenten aan met name de UM is Maastricht de Nederlandse gemeente met het hoogste percentage buitenlandse studenten. Eind 2021 was 6,3 procent van de bevolking internationaal student.
Maastricht telde per 1 januari 2024 125.285 inwoners, waarvan ruim de helft (55,7%) ongehuwd was en eveneens meer dan de helft vrouw. Opvallend was het grote 'vrouwenoverschot' (57%) in de leeftijdscategorie 15-25 jaar. Ongeveer 45% van de bevolking was ouder dan 45 jaar. In 2024 waren er 73.269 huishoudens, waarvan 57,7% eenpersoonshuishoudens. In slechts 18,2% van de huishoudens waren kinderen aanwezig. In hetzelfde jaar telde de gemeente 4.064 eenoudergezinnen, waarvan een derde met twee of meer kinderen. Het percentage huishoudens met een laag inkomen daalde tussen 2019 en 2022 van 10,2% naar 6,3%. Tegelijkertijd bleef het percentage huishoudens met een inkomen rond of onder het sociaal minimum ongeveer gelijk (9,2 en 9,1%) en steeg het percentage personen met een laag inkomen licht (van 46,8% naar 47,2%). De woningvoorraad nam tussen 2019 en 2023 toe van 61.888 tot 64.382, waarbij de verhouding huur/koop in 2023 ongeveer 60/40% was. Van de huurwoningen was 56% eigendom van een woningcorporatie. De gemiddelde WOZ-waarde bedroeg in 2023 € 302.000.

### Welzijn

#### Maatschappelijke ongelijkheid
Maastricht is een stad waar het armoedeprobleem diep geworteld is. Lange tijd werd aangenomen dat dit een gevolg was van de vroege industrialisatie, maar de historicus dr. A.J.F. Maenen toonde in 1959 aan dat het probleem al veel eerder bestond. Bij een landelijk onderzoek in 1818 bleken Maastricht en Amsterdam de meest verpauperde steden in het Verenigd Koninkrijk der Nederlanden, beide met circa een derde van de bevolking afhankelijk van de armenzorg. De industrialisatie veranderde daar aanvankelijk weinig aan. Integendeel, in de jaren 1850 was het percentage bedeelden gestegen tot boven de 50%. De leefomstandigheden van de fabrieksarbeiders werden gekenmerkt door extreem lange werktijden, ontoereikende lonen, eenzijdige voeding, alcoholisme, erbarmelijke huisvesting, vrijwel ontbrekende gezondheidszorg en een lage levensverwachting. Aangezien de stad tot eind negentiende eeuw niet groter was dan de ommuurde middeleeuwse stad, woonde arm en rijk er relatief dicht bij elkaar, hoewel het onderlinge contact door de standenmaatschappij vrijwel nihil was. Bovendien waren er wel degelijk 'betere' en 'slechtere' straten. Vanaf 1880 werden de eerste wijken buiten de singels aangelegd, aanvankelijk alleen voor welgestelden (Villapark, Stationsbuurt); arbeiderswijken verrezen, op enkele kleinschalige, particuliere projecten na, pas vanaf circa 1920 (Blauwdorp, Rode Dorp, Wittevrouwenveld). Een apart fenomeen uit de naoorlogse periode waren de woonscholen (o.a. De Ravelijn), waar zogenaamde 'onmaatschappelijken' of 'zwak-socialen' werden heropgevoed tot aangepaste burgers. Pas na 1950 kwam er een einde aan de ergste wantoestanden in de verpauperde delen van de binnenstad.
Kijkt men naar de bevolkingssamenstelling van de Maastrichtse wijken en buurten anno 2022, dan valt op dat er nog steeds grote verschillen zijn op het gebied van inkomen, arbeidsparticipatie, gebruik van sociale voorzieningen, gezondheid, welzijn en veiligheid. Wel heeft er een verschuiving plaatsgevonden. Het zijn nu vooral enkele naoorlogse buurten in Maastricht-West en Oost, die slecht scoren op deze terreinen. De aanwezigheid van veel goedkope huurwoningen in deze buurten trekt vooral sociaal zwakkere en tijdelijke bewoners aan. In Maastricht-West kampen met name Caberg, Pottenberg, Malpertuis en, in iets mindere mate, Malberg met sociale problematiek. In Maastricht-Oost zijn dat Nazareth en in mindere mate Wyckerpoort-Noord en Wittevrouwenveld. Soms doen grote sociale verschillen zich binnen een buurt voor, zoals in De Heeg, waar woongebouwen met probleemhuurders tussen de eengezinskoophuizen staan. De buurten die het beste scoren liggen merendeels in Maastricht-Zuidwest: Villapark/Sint Pieter, Jekerdal, Biesland en Campagne. Op de oostelijke Maasoever zijn dat Amby, Scharn en Vroendaal. In de Sociale Visie 2040 stelt de gemeente zich ten doel de tweedeling te doen verdwijnen; een inwoner van Pottenberg dient dezelfde kansen te krijgen als iemand uit Sint Pieter. Daartoe zijn afspraken gemaakt met de woningcorporaties om de woningvoorraad in de achterstandsbuurten op te waarderen. Ook wordt nauw samengewerkt met zorg- en welzijnsorganisaties en krijgen zogenoemde 'bewonerskrachten' een grote rol.

#### Gezondheids- en welzijnszorg
Een grootschalig onderzoek (de 'Maastricht Studie') toonde in 2015 aan dat de bevolking van Zuid-Limburg gemiddeld minder gezond is dan elders in Nederland. Met name hart- en vaatziekten en diabetes komen in deze regio vaker voor. Waarschijnlijk speelt het feit dat Limburgers gemiddeld minder bewegen en een minder gezond eetpatroon hebben ('bourgondische leefwijze') daarin een rol. Door de vergrijzing in dit deel van Nederland, zijn er relatief veel ouderen, die relatief vaak gebruikmaken van zorginstellingen.
Maastricht telt één groot ziekenhuis, het Maastricht UMC+ (voorheen: Academisch Ziekenhuis Maastricht). Het MUMC+ komt voort uit het voormalige Ziekenhuis Sint Annadal, dat in 1986 werd omgevormd tot academisch ziekenhuis. In 1990 werd het nieuwe gebouw in Randwyck in gebruik genomen, dat sindsdien verschillende malen is uitgebreid. Het ziekenhuis werkt nauw samen met de Universiteit Maastricht, de provincie Limburg en het bedrijfsleven in de Brightlands Maastricht Health Campus (niet te verwarren met de mislukte 'Campus Maastricht'), die in de toekomst voor een flinke toename van de werkgelegenheid op het gebied van innovatieve gezondheidszorg en biowetenschappen moet zorgen.
Het in Scharn gevestigde psychiatrisch ziekenhuis van de instelling voor geestelijke gezondheidszorg Mondriaan (voorheen Vijverdal) onderging tussen 2001 en 2007 een transformatie, waarbij de hoogbouw uit 1972 met gesloten afdelingen werd vervangen door paviljoenachtige gebouwen met een meer open structuur. Maasveld in Heugem is een woon- en zorgcomplex voor mensen met een (ernstige) beperking. Stichting Radar beheert, verspreid over de stad, een tiental kleinere woonprojecten voor deze groep. Stichting Trajekt is een welzijnsorganisatie, die in Maastricht onder andere buurthuizen beheert. Envida richt zich vooral op ouderenzorg. Het Leger des Heils, lange tijd gevestigd in de Refugie van Hocht aan de Boschstraat, beheert opvanglocaties en begeleid wonen voor daklozen, verslaafden en mensen met psychische aandoeningen op diverse locaties in de stad. Van 2006-2013 functioneerde de penitentiaire inrichting Overmaze in de wijk Limmel als penitentiair psychiatrisch centrum (onderdeel van De Rooyse Wissel). Sinds 2015 is hier een tijdelijk asielzoekerscentrum gevestigd. Een tweede asielzoekerscentrum bevindt zich in het voormalige PLEM-gebouw in Sint Maartenspoort (vanaf 1999 tijdelijk; vanaf 2020, na een grondige verbouwing, permanent).

#### Sport en recreatie
De sportparticipatie in Maastricht ligt al vele jaren onder het landelijk gemiddelde van vergelijkbare gemeenten (65%). In de Sportnota Mee(r)bewegen 2020 uit 2013 stelde de gemeente Maastricht zich ten doel het sporten in de stad te bevorderen (minimaal het landelijk gemiddelde).
Veel sportclubs zagen vanaf eind twintigste eeuw hun ledentallen teruglopen, waardoor ze gedwongen werden te fuseren. Hierdoor is ook het aantal sportterreinen, met name voetbalvelden, afgenomen. De gemeente bundelde de overgebleven accommodaties in twee grote sportparken, Sportpark Geusselt en Sportpark West, en enkele kleinere. Het Sportpark Geusselt is onderdeel van het Geusseltpark, waar zich ook het voetbalstadion De Geusselt bevindt. Begin 21e eeuw is hier onder andere het zwembad Geusseltbad, een semi-waterveld (voor hockey) en het grootste multifunctionele kunstgrasveld van de Benelux gerealiseerd. Sportpark West ligt in het Van de Vennepark in Maastricht-West. Vlakbij bevindt zich het recreatiegebied Dousberg met onder andere een tennis- en squashcentrum, en de golfbaan van Golfclub Maastricht, waarvan een deel op Belgisch grondgebied is gelegen. Een andere golfbaan, "Rijk van Margraten" geheten, bevindt zich aan de oostkant van de stad, grotendeels op grondgebied van de gemeente Eijsden-Margraten.
Maastricht telt vijf sporthallen: Belfort, Daalhof, Geusselt, De Heeg en Randwyck (de laatste bedoeld voor studenten van de Universiteit Maastricht). De stad telt twee Cruyff Courts en een zevental SPOTs (sportkooien). Skaters kunnen onder andere terecht in het Griendpark; klimmers in de oude Radiumfabriek. Een sport die in de stad relatief veel beoefenaars kent, is petanque ('jeu de boules'). Op een 25-tal plaatsen in de stad zijn jeu-de-boulesbanen te vinden. In het Sportpark Geusselt bevindt zich sinds 2017 een 'boulodrome' met zestien binnen- en buitenbanen. Jaarlijks wordt op het Vrijthof een groot toernooi gehouden.
Bekende sportclubs in Maastricht zijn: voetbalclub MVV (uitkomend in de eerste divisie van de KNVB), American footballclub Maastricht Wildcats (uitkomend in de Eerste Divisie Zuid van de AFBN), Maastrichtse Hockey Club / MHC Maastricht (met meer dan duizend leden) en atletiekvereniging Atletiek Maastricht (met ondervereniging MSAV Uros). Kimbria is een Maastrichtse zwemvereniging, tennisclub en basketbalclub (oorspronkelijk ook voetbal en atletiek) met een lange geschiedenis. In Maastricht zijn diverse watersportverenigingen actief, waaronder de studentenroeivereniging M.S.R.V. Saurus met ruim 450 leden.
De Amstel Gold Race is een belangrijke wielerklassieker die elk jaar in april op de Markt in Maastricht van start gaat. Het meerdaagse hardloop- en wandelevenement Maastrichts Mooiste vindt jaarlijks in juni plaats, de ENCI-Bergloop in november en de Groene Loper Run sinds 2018 in april. BPB Limburg Open is een vierdaags schaaktoernooi dat in het Pinksterweekend plaatsvindt. Ironman Maastricht-Limburg was een triatlon die van 2015 t/m 2018 en in 2022 in de zomer plaatsvond. Een groot sportevenement uit het verleden, het wielerevenement Zesdaagse van Maastricht, heeft om organisatorische redenen al enkele jaren niet plaats kunnen vinden. Het jaarlijkse paardensportevenement Jumping Indoor Maastricht werd, na een onderbreking van enkele jaren, vanaf 2013 weer voortgezet.
De omgeving van Maastricht, met onder andere de Sint-Pietersberg, het Jekerdal, het Buitengoed Geul & Maas en het Zuid-Limburgse Heuvelland, nodigt uit tot wandelen en fietsen, wat door velen wordt gedaan. Op de Sint-Pietersberg werd in 2018 een 18 km lange, grensoverschrijdende mountainbikeroute geopend. Ook het vele water rond de stad (onder andere de Maas, de Zuid-Willemsvaart, de Pietersplas en de voormalige ENCI-groeve) biedt recreatieve mogelijkheden.

### Religie en levensbeschouwing
Al vanaf de vroege middeleeuwen kon Maastricht beschouwd worden als een christelijke stad. De patroonheilige van de stad is Sint-Servaas, de eerste bisschop van Maastricht uit de vierde eeuw. Vooral in de eerste helft van de twintigste eeuw voltrok zich in deze stad het "rijke roomse leven". In de laatste vijftig jaar heeft zich een proces van secularisatie en ontkerkelijking voorgedaan, waardoor de dominantie van de Rooms-Katholieke Kerk, met name in onderwijs, politiek en maatschappelijk leven, sterk is verminderd. Door de diversificatie van de Maastrichtse bevolkingssamenstelling, is ook het aantal niet-katholieke en niet-christelijke geloofsgemeenschappen toegenomen. Volgens gegevens van het CBS beschouwde 69,8% van de bevolking zich in 2010-2014 als religieus. 60,4% beschouwde zichzelf als rooms-katholiek. 13,9% gaf aan minimaal een keer per maand een religieuze bijeenkomst bij te wonen.

#### Rooms-Katholieke Kerk
Alhoewel het aantal kerkgaande rooms-katholieken in Maastricht – zoals ook elders in Limburg – sterk is teruggelopen, zijn er binnen de gemeente Maastricht nog zestien min of meer zelfstandige parochies actief, met 23 parochiekerken. Deze maken alle deel uit van het dekenaat Maastricht, dat daarnaast enkele parochies in de gemeente Meerssen omvat. Het dekenaat Maastricht is een van de veertien dekenaten van het bisdom Roermond en wordt geleid door deken John Dautzenberg.
Door de ontkerkelijking zijn sinds de jaren 1990 diverse parochies gefuseerd, waarbij parochiekerken werden afgestoten en in sommige gevallen werden afgebroken. Dit proces lijkt nog niet ten einde. Om de toekomst van het katholicisme in Maastricht te waarborgen, zijn de bestaande parochies gebundeld in een aantal clusters, die samenwerken op het gebied van bestuur, financiën en inzet van pastoors en kapelaans. De bekendste katholieke kerken in het centrum van de stad zijn: de Sint-Servaasbasiliek (tevens dekenaatskerk), de Onze-Lieve-Vrouwebasiliek en de Sint-Matthiaskerk, alle op de westelijke Maasoever, en de Sint-Martinuskerk in Wyck. Meerdere monumentale parochiekerken zijn aan de eredienst onttrokken en vervullen inmiddels andere functies, zoals de Sint-Lambertuskerk (sinds 1985) en de Sint-Hubertuskerk (sinds 2009). Enkele niet-monumentale kerken zijn gesloopt. Andere zijn overgenomen door, of worden gedeeld met kerkgenootschappen die minder last hebben van de ontkerkelijking.
Van het grote aantal kloosters in Maastricht (22 in de zeventiende eeuw) zijn er nog maar enkele over. Twee in het verleden invloedrijke congregaties zijn in Maastricht ontstaan en verspreidden zich van daaruit over de hele wereld: de Broeders van de Onbevlekte Ontvangenis van Maria (FIC), ook wel 'Broeders van Maastricht' genoemd (moederhuis: klooster De Beyart, Brusselsestraat), en de Liefdezusters van de Heilige Carolus Borromeus, beter bekend als 'Zusters Onder de Bogen' (moederhuis: Klooster van de Zusters Onder de Bogen, Sint Servaasklooster). Verder zijn er nog enkele kleinere communauteiten en leefgemeenschappen.
Belangrijk in het geloofsleven van veel Maastrichtse katholieken zijn de vier zogenaamde 'stadsdevoties': de Sterre der Zee, een populaire Maria-devotie, verbonden aan de Onze-Lieve-Vrouwebasiliek; de Zwarte Christus van Wyck, die in de Sint-Martinuskerk vereerd wordt; Sint-Servaas, de patroonheilige van Maastricht, wiens relieken in de middeleeuwen honderdduizenden bedevaartgangers op de been brachten; en Sint-Lambertus, de enige in Maastricht geboren heilige. De stadsdevoties hebben een centrale rol bij de diverse processies, vooral bij de zevenjaarlijkse Heiligdomsvaart.

#### Niet-rooms-katholieke kerkgenootschappen
Anno 2023 zijn er 22 niet-rooms-katholieke, christelijke kerken en groeperingen actief in Maastricht. Daaronder bevinden zich enkele oudkatholieke, orthodoxe en oriëntaalse kerkgenootschappen, zoals de Russisch-Orthodoxe Kerk, met een eigen kerkgebouw aan de Sint Maartenslaan; de Armeens-Apostolische Kerk, die de voormalige parochiekerk van Pottenberg in gebruik heeft; en de Eritrees-Orthodoxe Tewahedo Kerk, die gebruik maakt van de Koepelkerk, samen met de katholieken.
De Sint-Janskerk is, hoewel van oorsprong katholiek, al vanaf 1633 de belangrijkste protestantse kerk in Maastricht, sinds 2004 PKN-gemeente. De Nederlandse Gereformeerde Kerken maken gebruik van de Waalse kerk. Andere protestantse of evangelische kerkgenootschappen met een eigen kerkgebouw in Maastricht zijn: de Molukse Evangelische Kerk (Beth-elkerk, Heer), de Evangelische Gemeente Maastricht (Brusselsepoort), de Pinkstergemeente Maastricht (Immanuelkerk, Brusselseweg) en de Lighthouse Christengemeente (voormalige Sint-Guliëlmuskerk, Wittevrouwenveld). De Jehova's getuigen houden hun diensten in de Koninkrijkszaal Maastricht in Scharn.

#### Andere religies en levensbeschouwingen
Van de niet-christelijke religies die in Maastricht vertegenwoordigd zijn kunnen genoemd worden: het Nederlands-Israëlitisch Kerkgenootschap (joodse religie), dat zijn diensten houdt in de Hoofdsynagoge aan de Bogaardenstraat. De Marokkaanse Islamitische gemeenschap komt samen in de El Fath-moskee (Sint Lucassingel) en de Turkse Islamitische gemeenschap in de Tevhid-moskee (Weustenraadstraat). De Stichting Tibetaans Boeddhisme Limburg (tantrisch boeddhisme) en de Hare Krishna-beweging (hindoeïsme) hebben eveneens hun eigen gebedsruimten.
De vrijmetselarij is in Maastricht met vier loges vertegenwoordigd, waarvan er drie een pand aan de Heggenstraat delen. De oudste daarvan is La Persévérance, opgericht in 1753. De meeste leden van de General John J. Pershing Loge hebben een internationale achtergrond. De Loge Mosam Trajectum No. 1391 is de enige die openstaat voor vrouwen. De vierde loge, La Constance (een afsplitsing van La Persévérance, heropgericht in 2008), houdt haar samenkomsten in de Cellebroederskapel. Het Lectorium Rosicrucianum, een genootschap van rozenkruisers, heeft een vestiging ('tempel') aan de Wycker Grachtstraat. Het Humanistisch Verbond organiseert bijeenkomsten en cursussen in het Toon Hermanshuis aan het Sint Servaasklooster.

## Cultuur
Maastricht is een cultureel centrum van bovenregionale betekenis. Dat is mede te danken aan de aanwezigheid van een viertal kunstopleidingen: het Conservatorium Maastricht, de Toneelacademie Maastricht, het Maastricht Institute of Arts en de Jan van Eyck Academie. Belangrijke pijlers van de culturele infrastructuur zijn verder de philharmonie zuidnederland, Opera Zuid, de Muziekgieterij, dansgroep Sally, Toneelgroep Maastricht, het Bonnefantenmuseum, het centrum van hedendaagse kunst Marres en het centrum voor architectuur en vormgeving Bureau Europa.
Vooruitlopend op de titel Culturele hoofdstad van Europa 2018 (die in 2013 aan Maastricht voorbij ging), trachtte de gemeente Maastricht de culturele infrastructuur te verbeteren met onder andere plannen voor een nieuw filmhuis, een beter geoutilleerd poppodium en aanvankelijk tevens een nieuw centrum voor podiumkunsten, allemaal te realiseren in de Timmerfabriek. Samen met het Eiffelgebouw en andere herontwikkelde fabriekspanden, vormt het de nieuwe cultuurwijk Sphinxkwartier. Tevens wordt het Frontenpark met daarin enkele industriële monumenten (de cokesfabriek, de Radiumfabriek en de gashouder) ontwikkeld tot een "park van inspiratie" met ruimte voor (openlucht)voorstellingen, beeldende kunst en stadslandbouw.

### Musea
Maastricht telt een vijftiental musea en expositieruimtes:
- Bonnefantenmuseum: museum voor oude en hedendaagse kunst, gevestigd in een markant gebouw van Aldo Rossi, met onder andere belangrijke collectie middeleeuwse beeldhouwkunst, vroeg-Italiaanse en Zuid-Nederlandse schilderkunst, en Maastrichts zilver;
- Natuurhistorisch Museum Maastricht: met onder andere diverse in de Sint-Pietersberg gevonden Mosasaurusfossielen, reuzenschildpadden en andere Krijtfossielen;
- Centre Céramique / Maastricht Museum: museum over de geschiedenis van Maastricht, met permanente en wisselende exposities van archeologische vondsten, maquettes van Maastricht, Maastrichts aardewerk, glas en andere lokale producten;
- Schatkamer van de Sint-Servaasbasiliek: museum van religieuze kunst en kunstvoorwerpen, met als topstukken het borstbeeld, het borstkruis en de sleutel van Sint-Servaas, het Patriarchaalkruis en de Thomasarm; een entreebewijs voor de schatkamer geeft tevens toegang tot de kerk, waar romaanse kunstschatten zijn te zien, onder andere de Noodkist van Sint-Servaas, het westwerkaltaar en de westwerkkapitelen;
- Schatkamer van de Onze-Lieve-Vrouwebasiliek: museum van religieuze kunst en kunstvoorwerpen, met kostbare reliekhouders, liturgisch vaatwerk, paramenten en devotionalia;
- Museumkelder Derlon: vrij toegankelijke geconserveerde opgraving van Romeins heiligdom in souterrain Hotel Derlon, met onder andere Jupiterpijler van Derlon en muurresten castellum van Maastricht;
- Vestingmuseum Maastricht: klein museum in dertiende-eeuwse Helpoort over de vestingwerken van Maastricht;
- Museum Schuilen in Maastricht: kleinschalige expositie over het gebruik van de kazematten als schuilkelder;
- Hoofdwacht: voormalig militair wachtgebouw op het Vrijthof, waar tijdelijke exposities plaatsvinden;
- Fotomuseum aan het Vrijthof: wisselende fotografie-tentoonstellingen, gevestigd in het Spaans Gouvernement;
- Bureau Europa (voorheen NAi Maastricht): platform voor architectuur en design met wisselende exposities, gelegen in de voormalige Timmerfabriek;
- Marres, Huis voor Hedendaagse Cultuur: museum voor hedendaagse kunst en cultuur met wisselende exposities en langlopende projecten;
- Stoombierbrouwerij De Keyzer: negentiende-eeuwse ambachtelijke bierbrouwerij met proeflokaal;
- Drukkunstmuseum: museum van de geschiedenis van de druktechniek en de prentkunst;
- Museum Sjoen Limburg: tentoonstelling van maquettes, heiligenbeelden en devotionalia in neogotische Ursulinenkapel.

Het Architectuurcentrum TOPOS organiseert excursies en lezingen over architectuur.

### Beschermd stadsgezicht en erfgoed
Het historisch centrum van Maastricht is sinds 1982 een door het Rijk beschermd stadsgezicht (met een latere uitbreiding in Wyck). De stad telt 1.682 rijksmonumenten, waarmee het qua aantal in Nederland de tweede plaats inneemt, na Amsterdam. Daarnaast bevinden zich binnen de gemeentegrenzen 3.678 panden of objecten die als gemeentelijke monumenten zijn aangewezen in 1.875 regels/monumentnummers. Daarmee bevindt het zich, zowel qua aantal panden/objecten als het aantal regels/monumentnummers, net boven Utrecht op de eerste plaats in Nederland. Onder de beschermde bouwwerken bevinden zich de oudste stadspoort van Nederland, de oudste brug van Nederland, twee van de voornaamste romaanse kerken in Nederland, zeven gotische kerken en kapellen, en een vijftiental historische kastelen en landhuizen. De stad ligt in een regio die bekend is vanwege haar natuurschoon en cultuurhistorische waarden.
De belangrijkste bezienswaardigheden zijn:

#### In het centrum
- Maas, met Sint Servaasbrug, Maaspromenade en diverse parken langs de Maas (Stadspark, Charles Eyckpark en Griendpark);
- Vrijthof, met Sint-Servaasbasiliek, Sint-Janskerk, Hoofdwacht, Generaalshuis, Spaans Gouvernement en perroen;[45]
- Onze Lieve Vrouweplein, met Onze-Lieve-Vrouwebasiliek en Romeinse opgraving Derlon, en vlak bij, Wolwaag, Bonbonnière en Stokstraatkwartier;[46]
- Markt, met stadhuis van Pieter Post, Mosae Forum en standbeeld van Jan Pieter Minckelers;[47]
- Overige Binnenstad, met onder andere Grote en Kleine Staat, Dinghuis (met VVV-kantoor), Dominicanenkerk en Oud Gouvernement;
- Jekerkwartier, met onder andere delen van de eerste middeleeuwse stadsmuur, Helpoort, Jekertoren, Huis op de Jeker, Bisschopsmolen en Leeuwenmolen (watermolens), Oude Minderbroederskerk, Waalse kerk, Lutherse kerk, Bonnefantenklooster, Grote Looiersstraat met deftige herenhuizen en Sint-Martinushofje, en diverse andere pittoreske straatjes;[48]
- Sphinxkwartier, bakermat van de Nederlandse industrie en culturele hotspot rondom Boschstraat en Bassin (binnenhaven uit 1826 met bruggen, sluizen, pakhuizen, werfkelders en vroeg-industriële bebouwing, onder andere Sphinxpassage, Eiffelgebouw, Mouleurs, Timmerfabriek en Blekerijgebouw);[49]
- Wyck, met onder andere Wycker Waterpoort, Maaspunttoren, Rechtstraat, Sint-Martinuskerk en het nieuwe stadsdeel Céramique (met Bonnefantenmuseum, Wiebengahal, Centre Céramique, La Fortezza en andere gebouwen van internationaal bekende architecten).[50]

#### Buiten het centrum
- Stadspark, circa 1,3 km lange parkengordel met delen van de tweede middeleeuwse stadsmuur, Pater Vincktoren, vijftiende-eeuwse rondelen Haet ende Nijt en De Vijf Koppen, Poort Waerachtig, Pesthuys, Jeker, waterpoort De Reek, standbeeld d'Artagnan en voormalige Berenkuil. Aansluitend aan het Stadspark: Tapijn stadstuin, Waldeckpark met bastion Waldeck, en Jekerpark;[51]
- Frontenpark, natuur- en cultuurpark met Linie van Du Moulin en Nieuwe Bossche Fronten (netwerk van achttiende- en negentiende-eeuwse vestingwerken met bastions, lunetten, droge en natte grachten, en kazematten). In het noordwestelijk deel diverse industriële monumenten, o.a. Gashouder, Radiumfabriek, Cokesfabriek en Havenkom. Aan de noordzijde Fort Willem I;
- Sint-Pietersberg, natuurgebied met Fort Sint Pieter, kasteelruïne Lichtenberg, buitengoed Slavante, schilderachtig gelegen dorpje Sint Pieter, D'n Observant, ENCI-bos en recreatiegebied ENCI-groeve. Tevens uitgestrekte onderaardse kalksteengroeves ("grotten"), waarvan de gangenstelsels Zonneberg en Grotten Noord onder begeleiding van een gids toegankelijk zijn voor bezoekers;[52]
- Jekerdal, natuurgebied met onder andere Jekerpark, Molen van Lombok, Nekummermolen, hoeve Nekum en Apostelhoeve (beide met wijngaarden op de helling van de Louwberg) en het zeventiende-eeuwse kasteel Neercanne, het enige terrassenkasteel in Nederland;
- Buitengoed Geul & Maas, voorheen Landgoederenzone Maastricht-Meerssen, natuurgebied met onder andere kasteel Geusselt, Mariënwaard (met La Grande Suisse en villa Kanjel), villa Kruisdonk, kasteel Bethlehem, kasteel Jerusalem, kasteel Vaeshartelt (en Klein Vaeshartelt), kasteel Meerssenhoven, kasteelhoeve Hartelstein en kasteel Borgharen; vanuit het centrum is het gebied te bereiken via de Groene Loper;[53]
- Verder: interessante voorbeelden van negentiende- en twintigste-eeuwse kerkenbouw van Pierre Cuypers, Johannes Kayser, Jules Kayser, Hubert van Groenendael, Alphons Boosten en Frits Peutz (o.a. Sint-Martinuskerk, Ursulinenklooster, Sint-Lambertuskerk, Sint-Theresiakerk, Koepelkerk, Sint-Hubertuskerk en Onze-Lieve-Vrouw-van-Lourdeskerk); fin-de-siècle villa's en herenhuizen in de Stationsbuurt, het Villapark en langs de singels; industrieel erfgoed (ENCI-gebied, gerestylede Cokesfabriek); arbeiderswijken uit het begin van de twintigste eeuw in Mariaberg ("Blauw Dörrep"), Boschpoort (Boostenwijkje), Sint Maartenspoort ("Roed Dörrep") en Wittevrouwenveld (Schepenenplein en omgeving); en voorbeelden van naoorlogse woningbouw, o.a. in Caberg en Pottenberg.[54]

### Kunst in de openbare ruimte, gedenktekens en gevelstenen
Niet alleen in musea, maar ook in de openbare ruimte zijn talloze kunstobjecten te bewonderen. Daaronder bevinden zich romaanse en gotische sculpturen aan de buitenkant van de voormalige kapittelkerken, klassieke reliëfs aan het zeventiende-eeuwse stadhuis, bronzen standbeelden van beroemde Maastrichtenaren (o.a. Veldeke, Minckelers en P. Regout), beelden van lokaal bekende Maastrichtenaren (het Mooswief, de Mestreechter Geis, de Wiekeneer en de Ingel vaan Mestreech), standbeelden van beroemde niet-Maastrichtenaren (D'Artagnan bijvoorbeeld), tientallen religieuze beeldhouwwerken (bijvoorbeeld het Mariamonument in Wyck, een serie Mariabeeldjes en -reliëfs langs de Bidweg van de Sterre der Zee, beelden van Sint-Servaas, Monulfus en Gondulfus en diverse Heilig Hartbeelden), verder een reeks oorlogs- en herinneringsmonumenten en enkele moderne sculpturen (o.a. Richard Serra's The Hours of the Day, Sol LeWitts Long Pyramid, Maura Biava's Stars of Europe en Michel Huismans Halfautomatische Troostmachine). Verder bevinden zich in Maastricht tientallen herdenkingsplaquettes en zo'n 250 historische gevelstenen, voornamelijk in het centrum van de stad.

### Taal en literatuur
De taalsituatie in Maastricht (en elders in Limburg) is complex en sterk aan verandering onderhevig. Het centrum van de stad ligt luttele kilometers van de taalgrens in België. Een groot deel van de autochtone bevolking van Maastricht spreekt nog steeds Maastrichts, een Centraal Limburgs stadsdialect. In een aantal buitenwijken, zoals Itteren, Borgharen, Amby en Heer, worden afwijkende dialecten gesproken. De Kring Maastricht van de Vereniging Veldeke zet zich in voor het behoud en de promotie van het Maastrichts. Jaarlijks wordt in het Centre Céramique het 'Groet Mestreechs Dictee' gehouden, een variant op het Groot Dictee der Nederlandse Taal. Mestreechs Eus Moojertaol en De Nuie Mestreechsen Dictionair worden gezien als standaardwerken over het Maastrichtse stadsdialect. Door de veranderde bevolkingssamenstelling is het gebruik van het Maastrichts in de laatste decennia afgenomen. Om nieuwkomers te stimuleren Maastrichts te leren is onder andere een Maastrichts leesplankje ontwikkeld. Andere maatregelen om de teloorgang van het Maastrichts tegen te gaan zijn de introductie van tweetalige straatnaambordjes in het centrum en de gemeentelijke erkenning van het Maastrichts volkslied.
Hoewel de dichter Hendrik van Veldeke, een van de eerste schrijvers in een middeleeuwse variant van het Nederlands, uit de omgeving van Maastricht afkomstig was, is het gebruik van de Nederlandse taal in Maastricht nooit vanzelfsprekend geweest. Door de ligging nabij het Franse en Duitse taalgebied werd tot eind negentiende eeuw, met name door de welgestelden, veel gebruikgemaakt van het Frans, en in mindere mate van het Duits. Pas in het begin van de twintigste eeuw verdwenen Franstalige kranten en werden Franstalige opschriften in de Bonbonnière vervangen door Nederlandstalige; vanaf die tijd werd er ook Nederlandstalig repertoir gespeeld. Belangrijke bijdragen aan de Nederlandse literatuur leverden de dichter Pierre Kemp en de neerlandicus Fernand Lodewick. De schrijfster Lulu Wang en de dichters Hans van de Waarsenburg en Wiel Kusters waren of zijn in Maastricht woonachtig. Laatstgenoemde was tot 2017 hoogleraar letterkunde aan de Universiteit Maastricht.
Door de toenemende mondialisering – aan de Universiteit Maastricht is meer dan de helft van de studenten uit het buitenland afkomstig – is de laatste jaren het gebruik van Engels sterk toegenomen. Het onderwijs aan de universiteit is vrijwel geheel Engelstalig. Ook de gemeente Maastricht richt zich steeds vaker in twee talen (Nederlands en Engels) tot haar burgers.

### Muziek, theater en film
Maastricht telt meerdere theaters, waarvan het Theater aan het Vrijthof het belangrijkste is. Dit theater, gevestigd in en achter het Generaalshuis aan het Vrijthof, doet dienst als schouwburg en als concertzaal. De Bordenhal op Plein 1992 in Céramique is het vaste theater van Toneelgroep Maastricht. De Bonbonnière, het Pesthuys-theater, Intro in situ en AINSI zijn kleinere podia. De philharmonie zuidnederland, met standplaatsen in Eindhoven en Maastricht, is in 2013 ontstaan door een fusie van het Limburgs Symfonie Orkest en Het Brabants Orkest. Het Johann Strauß Orchestra van André Rieu is wereldwijd bekend. Opera Zuid en het professionele kamerkoor Studium Chorale zijn beide gevestigd in Maastricht, maar treden ook buiten de stad en regio op. De Muziekgieterij is het centrum voor popmuziek in Maastricht, sinds 2013 gevestigd in de Timmerfabriek aan de Boschstraat. Maastricht kent een rijke historie aan popbands en in de jaren '90 een sterke hardcorescene (M-Town Hardcore) met bands als Backfire! en Right Direction die internationale bekendheid genoten.
In Maastricht zijn veel amateurgezelschappen actief op het gebied van muziek en theater. Een bekend mannenkoor is de Mastreechter Staar. De Cappella Sancti Servatii en het Basilicakoor zijn kerkelijke koren met een hoog niveau. De Mestreechter Operètte Vereiniging brengt sinds 1949 dialectvoorstellingen, die een groot publiek aanspreken. De Koninklijke Harmonie Ster van Maastricht is een fusieorkest, ontstaan uit één der oudste harmonieorkesten van Nederland (1825). Ook in de dorpen en wijken van Maastricht opereren harmonieën, fanfares en zangverenigingen.
Het filmhuis Lumière Cinema en de bioscoop Pathé Maastricht verzorgen het filmaanbod in de stad, terwijl ook de Euroscoop multiplex-bioscoop in Lanaken veel bezoekers trekt uit Maastricht en omgeving. Lumière verhuisde in 2016 naar de Timmerfabriek aan het Bassin, vlak bij de eveneens nieuwe locatie van Pathé, aan de voet van het Eiffelgebouw.

### Uitgaansleven
Onder andere vanwege haar toeristische functie telt de stad Maastricht een groot aantal cafés en restaurants. Tussen 2012 en 2020 nam het aantal horecagelegenheden toe van 451 naar 529, een stijging van 17%.
Maastricht kent een aantal restaurants van hoog niveau en was lange tijd na Amsterdam de stad met de meeste Michelinsterren in Nederland. Ook vond de jaarlijkse presentatie van de befaamde Rode Gids van Michelin er meermaals plaats. Anno 2023 beschikken zes restaurants over een Michelinster: Château Neercanne, Au Coin des Bons Enfants, Tout à Fait, Beluga Loves You, Rantree en Studio.
Van de grotere steden in Nederland heeft Maastricht de hoogste cafédichtheid. Belangrijke horecaconcentraties bevinden zich rond Vrijthof, Markt, Onze Lieve Vrouweplein en Sint Amorsplein/Platielstraat. Bekende 'bruine cafés' zijn: In den Ouden Vogelstruys, op de hoek Vrijthof-Platielstraat, Tribunal, een kunstenaarscafé gelegen naast de Toneelacademie, en In den Moriaan in de Stokstraat, mogelijk het kleinste café van Nederland. Voor lhbt'ers zijn er het Sway Café aan de Markt en Café Rose van COC Limburg. Ook telt de stad ongeveer vijftien coffeeshops, die echter vanwege het drugstoerisme ook overlast veroorzaken (zie onder Toerisme).

### Verenigingsleven
Naast de genoemde sport- en muziekverenigingen (zie: Sport en recreatie en Muziek, theater en film) kent Maastricht een relatief groot aantal verenigingen die actief zijn op het terrein van lokale cultuur en folklore. Veel broederschappen, gilden en verenigingen zijn ontstaan in een religieuze context, bijvoorbeeld rondom een van de stadsdevoties (o.a. Broederschap van Sint Servaas, Broederschap van O.L.V., Sterre der Zee, Broederschap van het Heilig Kruis) of als vereniging voor een bepaalde doelgroep (o.a. R.K. werkliedenverenigingen, vrouwenverenigingen, jongens- en meisjesverenigingen, derde-ordeverenigingen). Schutterijen, fanfares, drumbands en zangkoren zijn of waren vaak aan een bepaalde parochiekerk verbonden en dragen soms de naam van de parochieheilige. Een niet-kerkelijke schutterij met een lange geschiedenis is de DD Stadsschutterij Maastricht.
De katholieke signatuur is anno 2023, zeker bij sport-, muziek- en toneelverenigingen, naar de achtergrond verdwenen. Een aparte categorie van muziekverenigingen vormen de gelegenheidsorkestjes (zaate hermeniekes) die het Maastrichtse carnaval opluisteren. Carnavalsverenigingen, zoals de Tempeleers, houden zich vooral met de organisatorische kant van het carnaval bezig. Diverse andere verenigingen organiseren eveneens evenementen, zoals het Struyskommitee (Preuvenemint), het Reuzengilde Gigantius (vijfjaarlijkse reuzenstoet) en Het Graf van Sint-Servaas (zevenjaarlijkse Heiligdomsvaart). Diverse verenigingen en vrijwilligersorganisaties houden zich bezig met liefdadigheid of ondersteunen maatschappelijke projecten (Rotary International, voedselbanken). Andere organisaties zetten zich in voor het behoud van de Maastrichtse taal (Veldeke Limburg, afdeling Maastricht) of vragen aandacht voor monumentaal erfgoed (Stichting Maastricht Vestingstad, Stichting Maastricht 1867, Stichting Vrienden van Maastrichtse Gevelstenen), moderne architectuur (Stichting TOPOS) of natuurbehoud (Maastrichtse afdelingen van Natuurhistorisch Genootschap in Limburg en IVN). De Maastrichtse kring van het Koninklijk Limburgs Geschied- en Oudheidkundig Genootschap houdt lezingen en excursies met betrekking tot de geschiedenis van Maastricht. In Maastricht zijn diverse Probusclubs voor academici en leidinggevenden actief.
Voor de vele studenten(sport)verenigingen, zie de categorie:Studentenvereniging in Maastricht.

### Carnaval
Het Maastrichtse carnaval is een bijzondere vorm van carnavalsviering. In het Maastrichtse carnaval wordt veel aandacht besteed aan de kostuums (pekskes) en aan het schminken van het gezicht. Een groot deel van het feest speelt zich in de buitenlucht af; het zogenaamde straatcarnaval. In 1839 werd de sociëteit Momus opgericht. Deze gaf het vanouds spontane volksfeest een meer georganiseerd karakter door naar Rijnlands voorbeeld zittingen en optochten (Boonte störrem) te houden. Momus ging in 1939 ter ziele, maar na de Tweede Wereldoorlog werd de rol van de sociëteit overgenomen door de carnavalsvereniging De Tempeleers.
Maastricht heeft eveneens een bijzondere traditie van eigen carnavalsmuziek. Na de oorlog stimuleerden De Tempeleers het gebruik van voor de gelegenheid geschreven vastelaovendsleedsjes. In een concours wordt jaarlijks het carnavalsliedje van het jaar verkozen. Zo is er in de afgelopen zeventig jaar een groot repertoire van Maastrichtse carnavalsliedjes ontstaan. Op straat werden deze liedjes aanvankelijk begeleid door accordeons en trompetten, vanaf de jaren zestig door dweilorkesten (Zaate Hermeniekes). Een tamelijk nieuw fenomeen in het Maastrichtse carnaval zijn de sambabands.

### Reuzen
Maastricht kent ook een traditie van stadsreuzen die zich (ook) buiten de carnavalsperiode tijdens bijzondere gelegenheden laten zien. Dit gebruikt stamt in ieder geval van rond 1550 toen Keizer Karel V met een blijde inkomst zijn zoon Filips II voorstelde en de Maastrichtenaren een grote pop die een Germaanse krijger afbeeldde naast de stadspoort plaatsten. Eens in de vier of vijf jaar wordt er in juni in de stad een reuzenstoet georganiseerd waar stadsreuzen samen met soortgenoten uit Nederland, België en andere landen een ronde maken door de binnenstad.
De stad heeft anno 2024 vijf reuzen, te weten reus Gigantius, de reus D'n Ingel vaan Mestreech (verwijzend naar de engel in het stadswapen), de reus Pieke Dassen (eerbetoon aan Pieke Dassen) en de twee reuzen de Mestreechter Govies (politieagenten).

### Evenementen
Jaarlijks terugkerende evenementen:
- Dies natalis van de Universiteit Maastricht (9 januari)
- Carnaval (februari/maart)
- TEFAF/The European Fine Art Fair, belangrijkste kunst- en antiekbeurs ter wereld (maart)
- Museumnacht Maastricht, sinds 2016 (april)
- Amstel Gold Race, start van wielerklassieker op de Markt in Maastricht (april)
- Dancetour Maastricht, muziek- en dancefestijn op de Markt (mei)
- Model United Nations (mei)
- KunstTour, open-atelierroute (mei)
- Sint-Servaasprocessie en -kermis (rond 13 mei)
- RidderRonde Maastricht, na-Giro-criterium (vanaf 2022: eerste vrijdag na Giro, voorheen natourcriterium, tweede vrijdag na finish Tour de France[75])
- Fashionclash, internationale modemanifestatie (juni)
- Maastrichts Mooiste, hardloop- en wandelevenement (juni)
- Jeker Jazz, jazzfestival (juni/oktober)
- Vrijthofconcerten André Rieu (juli/augustus)
- Preuvenemint, culinair feest op het Vrijthof (augustus)
- INKOM, introductieweek UM en andere hoger onderwijsopleidingen (augustus)
- Het Parcours, opening culturele seizoen (augustus/september)
- Musica Sacra, festival religieuze muziek (september)
- Flikkendag Maastricht (september)
- BBB Maastricht, horecavakbeurs, sinds 1955 (oktober)
- Nederlandse Dansdagen, festival van moderne dans (oktober)
- Jumping Indoor Maastricht, paardensportevenement (november)
- Kerstconcerten André Rieu, sinds 2019 (december)
- Magisch Maastricht, kerstmarkt en lichtfestival (december/januari).

Incidentele evenementen:
- Heiligdomsvaart van Maastricht, uit de middeleeuwen daterend zevenjaarlijks religieus feest (mei/juni; volgende editie: 2032)
- Reuzenstoet Maastricht, vijfjaarlijkse parade van stadsreuzen (juni)
- Roze Zaterdag in Maastricht (1993, 2000 en 2015)
- Koningsdag 2022, in 2022 vierden koning Willem-Alexander en koningin Máxima Koningsdag in Maastricht, nadat dit twee jaar op rij was uitgesteld in verband met de coronapandemie (27 april 2022)
- Ironman Maastricht-Limburg, triatlon die van 2015 t/m 2022 werd georganiseerd
- Bruis, (2007-2024)[76] popfestival (september)

## Onderwijs

### Basisonderwijs
Maastricht heeft in totaal 32 basisscholen (anno 2025), dagelijks maken hier 7.357 leerlingen gebruik van. Het grootste gedeelte van de basisscholen is rooms-katholiek, gevolgd door openbaar, daarnaast is er nog keuze tussen protestants-christelijk, algemeen bijzonder, islamitisch en antroposofisch onderwijs.
Er kan worden gekozen tussen regulier onderwijs, montessorionderwijs, ontwikkelingsgericht onderwijs, vrije school en internationaal onderwijs.

### Voortgezet onderwijs
Het middelbaar beroepsonderwijs wordt in Maastricht verzorgd door het VISTA college, dat vestigingen heeft in Scharn, op Maastricht Aachen Airport (vliegtuigonderhoudtechniek) en in diverse andere steden in Limburg. Het Terra Nigra College is een school voor praktijkonderwijs en de Don Boscoschool biedt speciaal onderwijs aan.
De middelbare scholen zijn het Porta Mosana College (op twee locaties in Maastricht-Oost), het Sint-Maartenscollege (eveneens twee locaties in Maastricht-Oost), het Bonnefanten College (in Maastricht-West), de Bernard Lievegoed School (vrijeschoolonderwijs; zelfstandig onderdeel van het Bonnefanten College), het Montessori College Maastricht (in 2024 van start gegaan) en het United World College Maastricht (internationale school; campus nabij het Geusseltpark). In 2014 maakte de Maastrichtse afdeling van de Stichting Limburgs Voortgezet Onderwijs bekend dat door de teruglopende leerlingenaantallen bij de drie eerstgenoemde scholen een reorganisatie noodzakelijk is, waarbij een aantal vestigingen zullen sluiten. Anno 2025 heeft deze reorganisatie nog steeds niet zijn beslag gekregen.

### Maastricht als studentenstad
De Universiteit Maastricht (UM), opgericht in 1976, is met circa 23.000 studenten (in 2023) de grootste onderwijsinstelling in Limburg. De universiteit is internationaal georiënteerd en scoort met de meeste opleidingen hoog in de diverse rankings. Het University College Maastricht is aan de UM gelieerd. Van 1995 tot 2007 had de Japanse privé-universiteit Teikyo University een vestiging in Maastricht. De Maastricht School of Management, een instituut voor postacademisch hoger onderwijs, is in 2022 gefuseerd met de UM. Daarnaast is in Maastricht het postacademisch kunstinstituut Jan van Eyck Academie gevestigd.
Zuyd Hogeschool, met vestigingen in drie Zuid-Limburgse steden, biedt diverse hbo-opleidingen in Maastricht, waaronder de Vertaalacademie Maastricht, de studie Oriëntaalse Talen en Communicatie, de Hotel Management School Maastricht, de Academie Verloskunde Maastricht, de Academie Beeldende Kunsten Maastricht, de Academie van Bouwkunst Maastricht, het Conservatorium Maastricht en de Toneelacademie Maastricht. Enkele van deze opleidingen genieten grote faam en trekken studenten uit het hele land en het nabije buitenland. Diverse kunstopleidingen en universitaire instellingen zijn in het Jekerkwartier geconcentreerd, waardoor dit deel van het centrum zich heeft ontwikkeld tot een Maastrichts Quartier Latin. De medische opleidingen van zowel de Universiteit Maastricht als Zuyd Hogeschool zijn gehuisvest op de Brightlands Maastricht Health Campus in Randwyck.

## Politiek en bestuur

### College van burgemeester en wethouders
Voor de termijn 2022-2026 is in Maastricht een college van burgemeester en wethouders gevormd dat bestaat uit SPM, CDA, D66, PvdA, PVM, VVD (23 van de 39 zetels). Het college telt zes wethouders, van elke partij één: Frans Bastiaens (SPM), Johan Pas (D66), Hubert Mackus (CDA), Manon Fokke (PvdA), Alain Garnier (PVM), John Aarts (VVD).
De burgemeester van Maastricht was tot het aftreden van Gerd Leers in 2010 altijd van CDA-huize. Met de benoeming van interim-burgemeester Jan Mans, kreeg Maastricht voor het eerst een burgemeester van PvdA-huize. Op 1 november 2010 werd de VVD'er Onno Hoes beëdigd als burgemeester. Hij is op 1 juli 2015 opgevolgd door de partijloze Annemarie Penn-te Strake, de eerste vrouwelijke burgemeester in de geschiedenis van Maastricht. Op 1 juli 2023 werd CDA'er Wim Hillenaar burgemeester van Maastricht.

### Gemeenteraad
De Maastrichtse gemeenteraad telt 39 zetels. Hieronder de behaalde zetels per partij bij de gemeenteraadsverkiezingen sinds 1982.
| Gemeenteraadszetels          | Gemeenteraadszetels | Gemeenteraadszetels | Gemeenteraadszetels | Gemeenteraadszetels | Gemeenteraadszetels | Gemeenteraadszetels | Gemeenteraadszetels | Gemeenteraadszetels | Gemeenteraadszetels | Gemeenteraadszetels | Gemeenteraadszetels |
| Partij                       | 1982                | 1986                | 1990                | 1994                | 1998                | 2002                | 2006                | 2010                | 2014                | 2018                | 2022                |
| ---------------------------- | ------------------- | ------------------- | ------------------- | ------------------- | ------------------- | ------------------- | ------------------- | ------------------- | ------------------- | ------------------- | ------------------- |
| Senioren Partij Maastricht   | -                   | 1                   | 2                   | 5                   | 4                   | 3                   | 3                   | 5                   | 6                   | 5                   | 5                   |
| CDA                          | 17                  | 14                  | 15                  | 11                  | 12                  | 11                  | 7                   | 7                   | 5                   | 5                   | 4                   |
| D66                          | 1                   | 1                   | 4                   | 6                   | 3                   | 2                   | 2                   | 4                   | 5                   | 5                   | 4                   |
| GroenLinks                   | 2                   | 1                   | 2                   | 3                   | 3                   | 5                   | 5                   | 4                   | 4                   | 5                   | 4                   |
| PvdA                         | 11                  | 18                  | 13                  | 9                   | 10                  | 8                   | 13                  | 7                   | 5                   | 3                   | 4                   |
| VVD                          | 5                   | 4                   | 3                   | 4                   | 5                   | 5                   | 4                   | 4                   | 3                   | 3                   | 3                   |
| TON/PVM                      | -                   | -                   | -                   | -                   | -                   | -                   | -                   | 2                   | 3                   | 3                   | 3                   |
| SP                           | -                   | -                   | -                   | -                   | 2                   | 2                   | 3                   | 2                   | 5                   | 3                   | 2                   |
| PvdD                         | -                   | -                   | -                   | -                   | -                   | -                   | -                   | -                   | -                   | -                   | 2                   |
| Volt                         | -                   | -                   | -                   | -                   | -                   | -                   | -                   | -                   | -                   | -                   | 2                   |
| PVV                          | -                   | -                   | -                   | -                   | -                   | -                   | -                   | -                   | -                   | 2                   | 1                   |
| M:OED                        | -                   | -                   | -                   | -                   | -                   | -                   | -                   | -                   | -                   | 2                   | 1                   |
| LPM                          | -                   | -                   | -                   | -                   | -                   | -                   | -                   | 1                   | 1                   | 1                   | 1                   |
| Sociaal Actieve Burgerpartij | -                   | -                   | -                   | -                   | -                   | -                   | -                   | -                   | -                   | 1                   | 1                   |
| 50PLUS                       | -                   | -                   | -                   | -                   | -                   | -                   | -                   | -                   | -                   | 1                   | 1                   |
| FvD                          | -                   | -                   | -                   | -                   | -                   | -                   | -                   | -                   | -                   | -                   | 1                   |
| Stadsbelangen Mestreech      | -                   | -                   | -                   | -                   | -                   | 3                   | 2                   | 2                   | 1                   | -                   | -                   |
| Christelijke Volkspartij     | -                   | -                   | -                   | -                   | -                   | -                   | -                   | 1                   | 1                   | -                   | -                   |
| Overige                      | 3                   | -                   | -                   | 1                   | -                   | -                   | -                   | -                   | -                   | -                   | -                   |
| Totaal                       | 39                  | 39                  | 39                  | 39                  | 39                  | 39                  | 39                  | 39                  | 39                  | 39                  | 39                  |

- Noot 1: uitgegaan is van wat de partijen oorspronkelijk bij de verkiezingen aan zetels hebben verworven.
- Noot 2: een partij als GroenLinks bestond vroeger uit vier partijen (PSP, PPR, CPN en EVP) die later zijn samengegaan tot GroenLinks. Vanwege de vergelijkbaarheid is de huidige naam ook voor het verleden gebruikt.
- Noot 3: Stadsbelangen Mestreech heette tot april 2003 Stadspartij Leefbaar Mestreech.
- Noot 4: Als gevolg van een breuk in de VVD is er sinds september 2006 een nieuwe partij gevormd door voormalig VVD-leden. Na een conflict binnen het CDA heeft raadslid Jan Hoen zich in 2008 afgesplitst van de CDA-fractie en heeft een eigen fractie gevormd. De gevolgen voor de zetelverdeling staan tussen haakjes.
- Noot 5: Op 21 november 2011 heeft de afdeling Maastricht van Trots op Nederland zich afgescheiden van de Landelijke partij/beweging TON. Dit was mede het gevolg van het feit dat Rita Verdonk niet langer actief was bij TON. Sinds 21 november 2011 gaat de voormalige Maastrichtse afdeling van TON verder als Partij Veilig Maastricht (PVM)
- Noot 6: in de periode 2014-2018 is het raadslid van Stadsbelangen Mestreech overgestapt naar de Seniorenpartij Maastricht, en zijn twee raadsleden (een van de Seniorenpartij Maastricht en een van Partij Veilig Maastricht) overgestapt naar het CDA. Daarnaast is bij de opvolging van een uittredend raadslid één raadslid de deelname aan de fractie van de PvdA ontzegd, en is één PvdA-raadslid uit de fractie gestapt, zodat er twee onafhankelijke fracties zijn ontstaan en de PvdA nog slechts uit drie zetels bestaat.
- Noot 7: in de periode 2018-2022 heeft één raadslid van SP de fractie verlaten en heeft een eigen fractie gevormd. Daarnaast verliet één de fractie M:OED en werd kort daarna het andere lid geroyeerd door de partij. Beide raadsleden gingen op eigen titel verder als afzonderlijke fracties. Van de Seniorenpartij ging één raadslid als afzonderlijke fractie verder.

### Stedenbanden
- Koblenz (Duitsland), sinds 1981
- El Rama (Nicaragua), sinds 1987; in 2021 beëindigd[86]
- Chengdu (China), sinds 2012

## Economie

### Bedrijvigheid
Maastricht ontwikkelde zich in de eerste helft van de negentiende eeuw tot een vroege industriestad, parallel aan de ontwikkeling van de Waalse industriesteden. Vanaf 1830 kwam er de grootschalige glas- en aardewerkfabricage tot ontwikkeling; vanaf 1850 de papierfabricage en begin twintigste eeuw de staal- en cementindustrie. Thomas Regout, Mosa, Kristalunie (nu O-I Manufacturing) en KNP (nu Sappi) zijn bedrijven die op een lange traditie kunnen bogen. Andere, zoals Sphinx en ENCI, zijn inmiddels ter ziele. Het aantal werknemers in de industrie is vanaf de jaren zestig sterk teruggelopen. Om die reden werd meer ingezet op kenniseconomie en dienstverlening. Dit resulteerde onder andere in de oprichting van de Universiteit Maastricht, het congres- en expositiecentrum MECC, de toename van het aantal hotels, restaurants en winkels, en de komst van bedrijven als Vodafone, diverse callcenters en een aantal Europese instituten. Veel bedrijven zijn gevestigd in Randwyck, waar de Brightlands Maastricht Health Campus met diverse start-ups in de medische dienstverlening een sterke ontwikkeling doormaakt. Het hoofdkantoor van parkeerbedrijf Q-Park is in Wyck gevestigd, even als een van de internationale hoofdkantoren van chemiebedrijf DSM-Firmenich (sinds 2024). Een belangrijke werkgever in de hoofdstad van Limburg is de overheid: gemeente, Provincie Limburg, Euregio Maas-Rijn, justitie en Rijkswaterstaat. Maastricht telde in 2023 13.460 bedrijfsvestigingen. Anno 2022 telde de gemeente bijna 80.000 banen, waarvan 90% in de dienstverlening (50% commerciële dienstverlening; 40% niet-commerciële dienstverlening; 9% traditionele industrie en energiesector). Het werkloosheidspercentage bedroeg in 2020 4,8% (een jaar eerder 3,9%).

### Toerisme
Maastricht is een toeristenstad en trekt jaarlijks ruim drie miljoen bezoekers, waarvan ongeveer tien procent minimaal één overnachting boeken. Om die reden zijn hotels, restaurants, cafés en winkels sterk vertegenwoordigd in de lokale economie. In de jaren 1990 vond er een sterke groei van het aantal toeristische overnachtingen plaats, waardoor het aantal hotelkamers in deze periode meer dan verdubbelde. Maastricht telde in 2019 59 hotels en pensions met in totaal 2930 kamers (gemiddeld 50 kamers per accommodatie). In de periode 2012-2019 groeide het aantal hotelovernachtingen met 47% van 800.000 tot bijna 1,2 miljoen jaarlijks, waarmee de stad de vierde plaats innam in Nederland. De gemiddelde bezetting per hotelkamer was in 2018 met 70% vrij laag. In 2023 was het aantal hotelovernachtingen toegenomen tot ruim 1,5 miljoen, 68% meer dan tien jaar eerder, waarbij de groei zich vooral in de zakelijke markt voordeed.
Vanouds gerenommeerde hotels zijn Hotel de l'Empereur (tegenover het station), Hotel Du Casque (Vrijthof) en Hotel Derlon (Onze Lieve Vrouweplein). In 1977 opende Hotel Maastricht, inmiddels Crowne Plaza Maastricht, gelegen aan de Maas in Wyck en met 174 kamers nog steeds het grootste hotel in de stad (The Student Hotel niet meegerekend). In 2005 opende het Kruisherenhotel in een middeleeuws klooster, het enige vijfsterrenhotel in Maastricht en Limburg. Een aantal hotels is buiten het centrum gelegen, in Randwyck of langs de A2. Twee hotels zijn gevestigd in historische kastelen: Kasteel Hoogenweerth en Kasteel Bethlehem, het laatste als 'teaching hotel' van de Hotel Management School Maastricht. Hoewel de gemeente in 2009 een hotelstop afkondigde om overcapaciteit te voorkomen, is het aantal hotels daarna verder toegenomen, met name in het Sphinx-Boschstraatkwartier en het stadsdeel Wyck. Op de Dousberg bevindt zich een vakantiedorp met recreatiewoningen (in 2017 ruim 100.000 overnachtingen), sinds 2018 tevens een hotel. Door de sluiting van de Camping Dousberg op deze locatie is er sinds 2005 geen kampeerterrein meer in Maastricht. Wel is er een camperplaats aan de Bosscherweg, met uitzicht op de Maas.
Bij grote evenementen, waarbij de Maastrichtse hotelcapaciteit onvoldoende is (zoals de André Rieu concerten en de TEFAF-kunstbeurs), kan worden uitgeweken naar Valkenburg, Aken en Luik. Maastricht is, na Amsterdam, de tweede congresstad van Nederland. In 2018 was het aantal congressen verdubbeld ten opzichte van 2015. Het MECC is een groot congres- en beurzencentrum in de wijk Randwyck. Enkele initiatieven die ten doel hadden het toerisme verder te stimuleren, zoals de vestiging van een mega-casino, een groot musicaltheater en een Hilton-hotel, zijn niet van de grond gekomen. De belangrijkste troeven zijn de monumentale Binnenstad, het gevarieerde winkelaanbod en het 'Bourgondische karakter' van de stad. Daarnaast blijven een bezoek aan de mergelgrotten van de Sint-Pietersberg, een boottochtje op de Maas en een rondrit door het nabije Mergelland populaire uitjes.
In de eerste decennia van de eenentwintigste eeuw leidde het sterk toegenomen toerisme tot discussie over de vraag of de economische voordelen opwegen tegen de nadelen. Zo maakten bewoners van het Jekerkwartier zich zorgen over de leefbaarheid in hun wijk, waar steeds meer woningen werden geëxploiteerd als short-stay of Airbnb-appartementen. Een additioneel probleem vormde het drugstoerisme, dat in Maastricht regelmatig politieke commotie teweegbracht. De circa vijftien Maastrichtse coffeeshops trokken rond 2000 veel klanten uit het nabije buitenland. Met name de straathandel door drugsrunners, die vaak plaatsvond in de omgeving van coffeeshops, leidde regelmatig tot overlast. Onder burgemeester Gerd Leers werd een plan ontwikkeld om de coffeeshops naar de stadsranden (o.a. nabij de Belgische grens) te verplaatsen, maar dit zogenaamde 'Plan Coffeecorners' bleek onuitvoerbaar. De invoering van de wietpas in 2012, waarop burgemeester Onno Hoes streng handhaafde, leek aanvankelijk weinig effect te hebben. Uit cijfers van het Centraal Bureau voor de Statistiek bleek echter dat de door bewoners ervaren overlast tussen 2013 en 2016 bijna was gehalveerd. Daarmee stond Maastricht onder de Nederlandse gemeenten met meer dan 70.000 inwoners nog steeds op de tweede plaats, na Roosendaal. Een onderzoek van de Universiteit Maastricht toonde in 2018 eveneens aan dat de drugsoverlast sinds 2012 was afgenomen, maar dat tegelijkertijd, door bezuinigingen bij de politie, het zicht op criminele drugsnetwerken was verminderd.

### Detailhandel
De Maastrichtse binnenstad heeft een ruim en gevarieerd winkelaanbod met relatief veel gespecialiseerde en exclusieve winkels. Het Maastrichtse kernwinkelcentrum trekt zowel bezoekers uit de omringende regio als uit andere delen van Nederland, België en Duitsland. De Grote en Kleine Staat met hun zijstraten zijn de populairste winkelstraten. In het stadsdeel Wyck zijn relatief veel winkels te vinden die geen deel uitmaken van winkelketens. Het Stokstraatkwartier telt veel exclusieve winkels. Een opvallende winkel is de boekhandel Dominicanen, gevestigd in de bijna achthonderd jaar oude Dominicanenkerk. Volgens de Britse krant The Guardian was dit in 2008 de mooiste boekhandel ter wereld. Het winkelaanbod werd omstreeks 2005 uitgebreid met de komst van twee nieuwe winkelcentra in de binnenstad, Entre Deux en Mosae Forum. Tegelijkertijd is er, mede door het internetwinkelen, in sommige delen van het centrum leegstand, met name in de zogenaamde 'aanloopstraten'. De daling van het aantal winkels tussen 2007 en 2017 was in Maastricht met 17% het hoogst van alle grotere steden in Nederland, maar nog steeds telt de stad per hoofd van de bevolking meer winkels dan welke stad dan ook (7 per 1000 inwoners), met name op het gebied van mode en kleding.
Maastricht heeft twee reguliere weekmarkten en enkele gespecialiseerde markten. De reguliere markten worden gehouden op de Markt, rondom het stadhuis. De woensdagmarkt, vroeger 'kleine warenmarkt' genoemd, is een middelgrote markt. De vrijdagmarkt of 'grote warenmarkt', met ongeveer 400 kramen, is tot in de wijde omgeving van Maastricht bekend en trekt traditioneel veel Belgische kopers. Behalve op de Markt zelf staan er kramen in de Boschstraat (vismarkt), Mosae Forum (bloemenmarkt) en de Hoenderstraat (innovatieve concepten). Zowel op de Markt als op het Vrijthof staan permanent enkele marktkramen, waar men voor dagelijkse benodigdheden, vis en snoepwaren terechtkan. Verder is er op donderdag een markt van biologische levensmiddelen op de Ruiterij in Wyck en een 'foodtruckmarkt' in de Boschstraat. In laatstgenoemde straat vindt elke zaterdag (en koopzondag) een antiek- en brocantemarkt plaats.

## Natuur en milieu
Ondanks het feit dat Maastricht een vrij compacte stad is met een woningdichtheid van 1071 woningen per km², heeft de gemeente veel te bieden op het gebied van natuur en milieu. In 2018 stond de gemeente op de eerste plaats in Limburg (landelijk op de elfde plaats) wat betreft biodiversiteit. Amateurwaarnemers meldden via de website waarneming.nl dat in de gemeente 2.613 verschillende planten- en diersoorten waren aangetroffen. Voorbeelden van zeldzame diersoorten die in Maastricht voorkomen, zijn de oehoe (in de ENCI-groeve) en de muurhagedis (onder andere in de Hoge en Lage Fronten). Van deze laatste soort (Podarcis muralis) is Maastricht de meest noordelijke autochtone populatie in Europa. Bij het recente herstel van spoorlijn 20 Hasselt - Maastricht, het omleggen van de aanlanding van de Noorderbrug en de aanleg van het Frontenpark is rekening gehouden met de aanwezigheid van de muurhagedis, de levendbarende hagedis en de hazelworm, onder andere door schanskorven aan te leggen.
De Sint-Pietersberg en het Jekerdal zijn wellicht de bekendste natuurgebieden in Maastricht. Bij de herinrichting van de ENCI-groeve is rekening gehouden met de spontane natuurontwikkeling in het gebied. Slechts een klein deel van de voormalige dagbouwgroeve is opengesteld voor publiek. In de ondergrondse gangenstelsels ("mergelgrotten") leven diverse soorten vleermuizen. Elders op de Sint-Pietersberg zijn door de eigenaar Natuurmonumenten landbouwpercelen omgevormd tot schrale kalkgraslanden, waar zeldzame planten als veldsalie, kalketrip en diverse soorten orchideeën, alsmede bijzondere vlindersoorten als het bruin blauwtje, het klaverblauwtje, de koninginnenpage en veldparelmoervlinder een kans krijgen. De kalkweides worden begraasd door een kudde mergellandschapen en landgeiten. Op sommige plaatsen zijn bomen gekapt om tot een grotere soortenrijkdom te komen. Het ENCI-bos is als natuurcompensatie aangeplant door de cementfabriek ENCI en groeit nog steeds. Op de oostelijke flank, vlak bij het dorp Sint Pieter, is een particulier landgoed ontstaan dat natuurontwikkeling combineert met ecologische wijnbouw. Ook op de zuidoostelijke helling van het Jekerdal zijn wijngaarden te vinden. Een deel van deze helling wordt in beslag genomen door het Cannerbos, een hellingbos waar onder andere dassen en steenmarters leven. Het riviertje de Jeker is begin eenentwintigste eeuw uitgediept om overstromingen te voorkomen. Daarbij zijn enkele vistrappen aangelegd om de visstand te verbeteren. Aansluitend op het Stadspark is het Jekerpark aangelegd, waarvoor enkele volkstuinen moesten wijken.
Het stroomgebied van de Maas heeft vanaf de jaren 1960 binnen de gemeentegrenzen van Maastricht grote veranderingen ondergaan. Enerzijds is er natuur opgeofferd voor de aanleg van jachthavens en de bouw van bruggen, woningen en kantoren (onder andere het Limburgs Gouvernement in Randwyck), anderzijds zijn ook hier landbouwgronden met eenzijdige beplanting omgevormd tot natuurgebieden. Een voorbeeld daarvan is de Kleine Weerd, ten zuiden van het Gouvernement. Aan de noordzijde van de stad is sinds 2008 het Project Grensmaas in uitvoering, waarbij hoogwaterbeveiliging hand in hand gaat met natuurontwikkeling. De kosten worden voor een groot deel gedekt door grootschalige grindwinning. Bij Borgharen en Itteren is de grindwinning beëindigd en is een groot natuurgebied ontstaan, waar gallowayrunderen en konikspaarden voor de begrazing zorgen. Naar verwachting worden de werkzaamheden op het Bosschereiland in 2019 afgerond.
Ook op kleinere schaal vinden natuurontwikkeling en natuureducatie plaats. Zo zijn in het Jekerpark door het Centrum voor Natuur- en Milieu Educatie natuurtuinen aangelegd en heeft een kunstenaar een ecotoren gebouwd. Op het terrein van de voormalige Tapijnkazerne en elders in de stad vinden experimenten met stadslandbouw plaats. Ook voor het nieuwe Frontenpark bestaan dergelijke plannen. Diverse landgoederen in het Buitengoed Geul & Maas leggen zich toe op ecologische en streekgebonden land- en tuinbouw.
De gemeente Maastricht heeft zich in 2016 ten doel gesteld in 2030 klimaatneutraal te zijn, door de uitstoot van broeikasgassen te verminderen of te compenseren. Naast het afsluiten van convenanten ("Maastrichts Energie Akkoord") met bedrijven en instellingen, wil de gemeente ook zelf het goede voorbeeld geven. Zo maakt het Stadhuis van Maastricht gebruik van restwarmte van de Sappi-papierfabriek en wordt het afval in de stad zoveel mogelijk gescheiden ingezameld voor hergebruik. Verder tracht de gemeente het fietsen te stimuleren door de aanleg van een fietsgarage bij station Maastricht en fietsenstallingen elders. De stadsbussen zullen op den duur elektrisch worden en ook het gebruik van elektrische auto's wordt gestimuleerd. In 2018 besloot het gemeentebestuur om in het Lanakerveld 32 hectare te reserveren voor de plaatsing van zonnepanelen. In de directe omgeving staan op Belgisch grondgebied al enkele windturbines.

## Communicatie

### Verkeer en vervoer
Spoorwegen verbinden station Maastricht met het noorden (richting Sittard en Eindhoven), oosten (richting Valkenburg aan de Geul en Heerlen) en het zuiden (richting Visé (Wezet) en Luik). Aan laatstgenoemde lijn ligt het station Maastricht Randwyck. Aan de lijn naar Heerlen ligt station Maastricht Noord. Na bestuurlijk overleg tussen de beide provincies Limburg werd in 2004 besloten de in 1954 buiten gebruik gestelde spoorlijn 20 tussen Maastricht en Lanaken (België) weer op te knappen. De lijn werd in 2011 opengesteld voor het goederenverkeer, maar dit bleek geen succes.
Sinds 2008 bestonden er vergevorderde plannen het grootste deel van het tracé op te nemen in een sneltramverbinding tussen Maastricht en Hasselt. Volgens de diverse malen uitgestelde planning zou de tram vanaf 2024 gaan rijden. Hierdoor zou tevens een snellere verbinding tussen Maastricht en Brussel-Antwerpen ontstaan. In mei 2022 werd door de Vlaamse regering bekendgemaakt dat het plan voor een tram definitief niet doorging.
Sinds 2016 exploiteert Arriva een aantal stadsbuslijnen in Maastricht en directe omgeving (voorheen Stadsbus Maastricht en Veolia Transport). Aan de Meerssenerweg, aan de oostzijde van het stationsemplacement, bevindt zich het busstation voor internationale bussen van onder andere FlixBus, IC Bus en Eurolines, en de Schipholbussen van KLM.
De autosnelweg A2 verbindt Maastricht in noordelijke richting met Eindhoven en de Randstad en in zuidelijke richting met Luik, en de A79 verbindt Maastricht in oostelijke richting met Heerlen en in het verlengde daarvan - via de A76 - met Duitse steden als Aken, Keulen en het Ruhrgebied. Laatstgenoemde snelweg voert een tiental kilometers ten noorden van Maastricht in westelijke richting naar Antwerpen en Brussel. In december 2016 werd de Koning Willem-Alexandertunnel in de A2 in gebruik genomen. Tot die tijd moest het verkeer gebruik maken van de zogenaamde 'stadstraverse' van de N2; deze was door de aanwezigheid van gelijkvloerse kruisingen met verkeerslichten decennia lang een barrière voor het autoverkeer.
Enkele kilometers ten noorden van Maastricht, in de gemeente Beek, bevindt zich de luchthaven Maastricht Aachen Airport. Deze wordt vooral gebruikt voor vakantievluchten en luchtvrachtvervoer.

### Media
In Maastricht zijn enkele lokale media gevestigd, zoals de huis-aan-huisbladen De Ster en Gezien (voorheen De Maaspost en De Trompetter). De radiozender Maastricht FM en de televisiezender TV Maastricht zijn beide in handen van RTV Maastricht. Provinciale media, zoals het dagblad De Limburger (van 2002-2022 in Sittard gevestigd, maar sinds september 2022 terug in Maastricht) en de radio- en televisiezender L1, bieden eveneens lokale informatie. Uitgaansmogelijkheden worden wekelijks gepubliceerd in de cultuuragenda Week In Week Uit.

## Varia
- Het geologisch tijdperk Maastrichtien is naar Maastricht genoemd. Het is de laatste tijdsnede in het Laat-Krijt en duurde van ca. 72 tot 66 miljoen jaar geleden.
- De Formatie van Maastricht is de correcte benaming van de 30–90 m dikke laag krijtgesteente, die meestal wordt aangeduid als Limburgse mergel. In deze formatie werd in 2000 een fossiel van een tot dan toe onbekende, primitieve vogelsoort aangetroffen, die in 2020 de naam Asteriornis maastrichtensis kreeg.
- Het Maastrichter getijdenboek is een verlucht getijdenboek uit de veertiende eeuw, waarvan niet vaststaat dat het in Maastricht tot stand gekomen is, of iets met Maastricht te maken heeft.

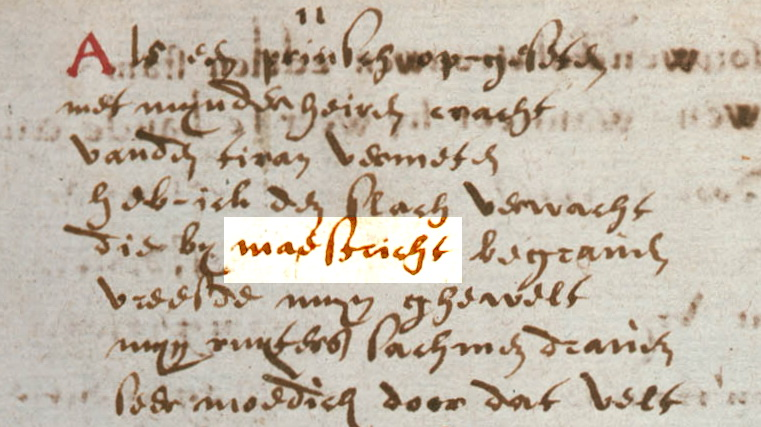
Wilhelmus (elfde couplet)

- Maastricht wordt als enige stad genoemd in het Wilhelmus.
- Het Maastrichts volkslied is het slotkoor uit de komische opera Trijn de Begijn van Alfons Olterdissen.
- Maastrichts zilver, Maastrichtse pistolen, Maastrichts aardewerk en Maastrichts glaswerk zijn producten van kunstnijverheid, die als verzamelobjecten gelden.
- In veel landen wordt de Engelse term Maastricht criteria (of een vertaling daarvan) gebruikt voor de in het Verdrag van Maastricht (1992) afgesproken convergentiecriteria voor het toetreden tot de eurozone.
- In het Verenigd Koninkrijk verwijst de term Maastricht rebels naar de conservatieve tegenstanders van premier John Major in de periode 1992–1997. Het negeren door Major en zijn opvolgers van de bezwaren van de 'Maastricht rebels' tegen de toenemende macht van de EU, kan gezien worden als een van de oorzaken van de Brexit.[109]
- De Maastricht Guidelines on Violations of Economic, Social and Cultural Rights zijn een aantal richtlijnen over de schending van mensenrechten die in 1997 in Maastricht werden opgesteld en in 2000 door het VN-comité voor economische, sociale en culturele rechten werden geaccepteerd als VN-document E/C.12/2000/13.[110]
- Sinds 2007 is Maastricht de locatie van de televisiepolitieserie Flikken Maastricht.
- In het najaar van 2024 was er op RTL 4 elke dinsdag de serie Bureau Maastricht te zien.